# 三菱・ミニカ
ミニカ（MINICA）は、三菱自動車工業が生産・販売していた軽自動車である。

## 概要
初代は1962年に三菱自動車（当時は新三菱重工業、後の三菱重工業）初の軽乗用車として登場する。最終型(2011年6月まで販売)は1998年に軽自動車規格改正を受けてフルモデルチェンジされた8代目にあたり、2007年7月に乗用車登録となるセダンタイプが廃止され商用車（貨物車）登録となるバンタイプのみとなった。乗用モデルは軽乗用車の商標として最も長命で8代45年を誇る車種であった。また、2011年5月現在の時点において現存する軽自動車全体では1960年初代発売のダイハツ・ハイゼット、1961年初代発売のスバル・サンバーに次いで3番目の長寿車種となっていた。
利便性に優れた軽トールワゴンタイプ全盛の時代においても、良い意味で昔ながらの運転のしやすく軽量なボディ形状と低価格により、主婦や高齢者層のセカンドカーとしてだけではなく、法人ユーザーの営業用としても需要があった。しかし、晩年においてその需要はセミトールワゴン型のeKシリーズやミッドシップエンジンを用いたトールボーイハッチバックセダンのi（アイ）に移行して、販売は専ら商用モデルが中心となり、最終的には販売不振のため乗用モデルそのものが廃止され、そのおよそ4年後には残された商用モデルも廃止され名実共にミニカの商標は終焉となった。
また、本稿では以下のモデルについても便宜上記述する。
- ミニカバン
  - ミニカエコノ
- 以下、2ストロークエンジン搭載専用モデル。
  - ミニカ70
    - ミニカ73
- 以下、4ストロークエンジン搭載専用モデル。
  - ミニカF4
    - ミニカ5
    - ミニカアミ55
    - ミニカアミL
- ホットハッチ
  - ミニカエコノZEO
  - ミニカDANGAN

なお、派生車については派生車から当該項目を参照のこと。

## 初代（1962年-1969年）LA20/21/23型

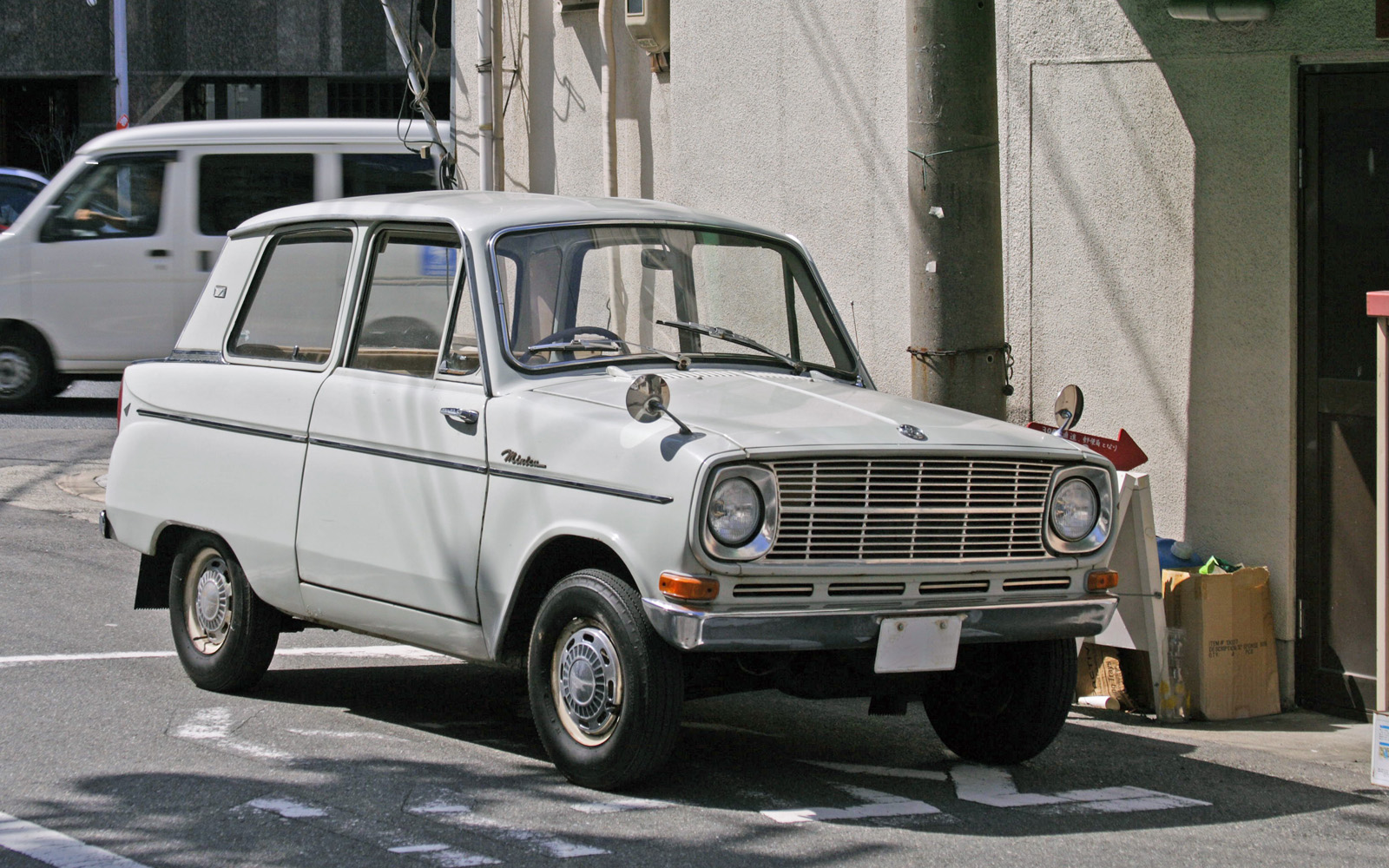
中期型 フロント
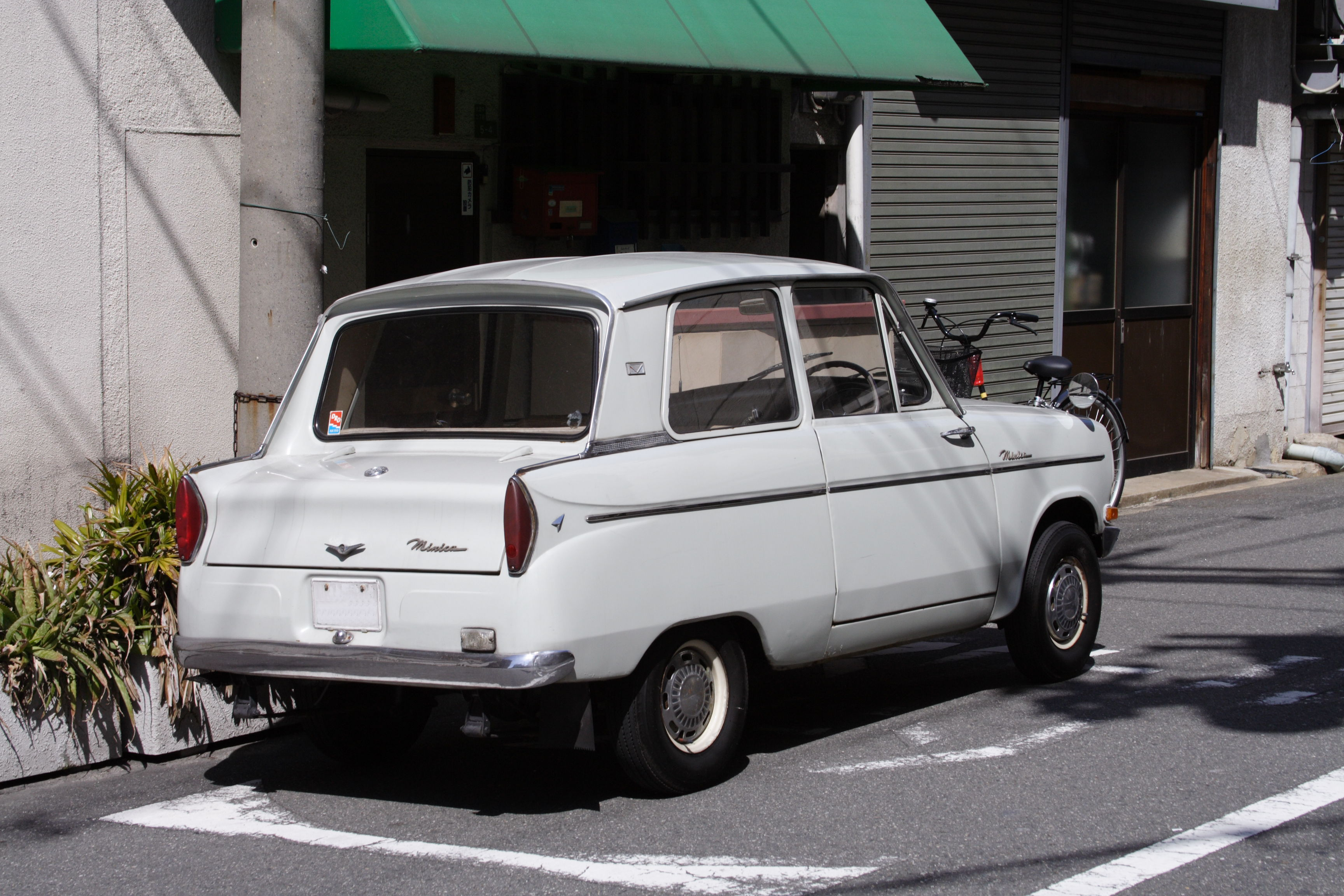
中期型 リア
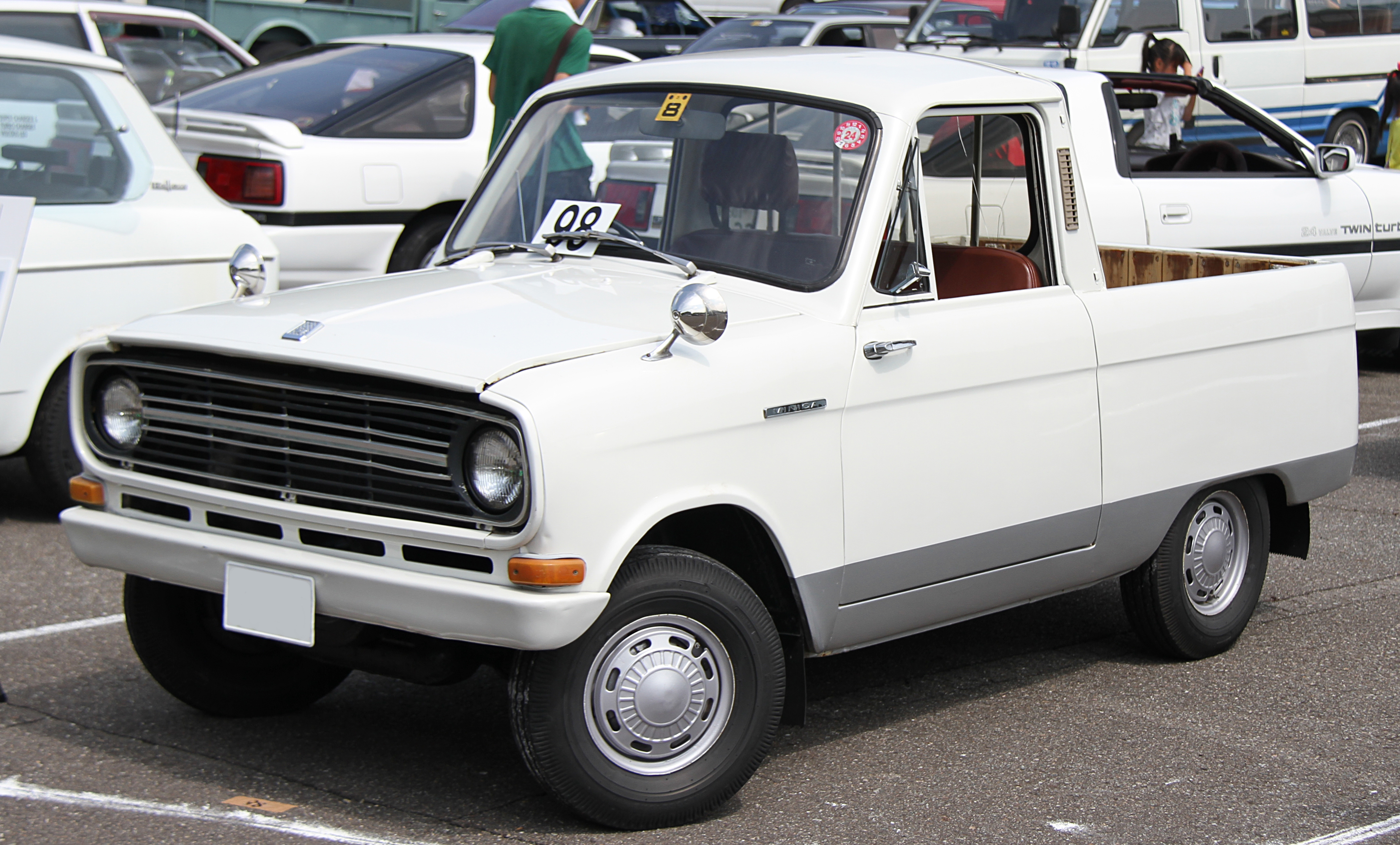
ミニカピックアップ

1961年に登場した軽ボンネットバン三菱・360をベースにほぼ共通のドライブトレーンやプレスを使いつつ、車体後部構造とグリルのデザインを変えることで、4人乗り軽乗用車に仕立てられたものである。安易で凡庸な成り立ちでありデザインも武骨なものであったが、堅実で信頼性は高かった。
三菱・360のセンターピラーから後ろをノッチバックスタイルに変更。リアウィンドウを垂直に立てることで後席ヘッドルームをかせぎ、4人乗り乗用車ととして成立させた。
またリアエンジンが一般的だった当時の軽自動車の中で、ミニカはベースモデルと共通のフロントエンジン・リアドライブを採用。これにより最も広いトランクを備えることがセールスポイントであった。エンジンはME21型2ストローク空冷直列2気筒・359ccで最高出力は17馬力を達成し、実用上支障ない性能を確保していた。
1964年11月
マイナーチェンジ。エンジンがME24型となる。リードバルブ管制方式および3Lの独立したオイルタンクを備えた分離給油方式（オートミックス）の採用によりエンジンの出力が18馬力へとアップ。
1966年12月
「スタンダード」追加。従来型は「デラックス」と呼称。
1967年5月
マイナーチェンジ。エンジンがME24Dの出力を21馬力へと向上。
1968年10月
2G10型2サイクル水冷直列2気筒359ccエンジン搭載車「スーパーデラックス」が追加。最高出力は23馬力だった。
初代の生産台数は16万2575台。
- 中期型 フロント
- 中期型 リア
- ミニカピックアップ

## 2代目（1969年-1972年）A100/101・A100/101V・H-A104/105V・J-A106V型
1969年7月
フルモデルチェンジ。それまでの“堅実的だがどことなく田舎臭い”というイメージのあった初代から、若者受けする内容に大変身した。1970年代をリードする軽自動車という意味を込め、ミニカ'70という名称で発売された。駆動方式は従来通りFRだったが、懸架装置はフロントがストラット、リヤは5リンクリジッドに変更された。
“ウィング・フローライン”と名づけられたボディはクラス初の3ドアとなっており、更にリヤシートが前倒れするなど、ステーションワゴン的な要素も兼ね備えていた。もちろん、この機構はコルト1000Fの3ドア車での経験を踏まえたものである。独立したトランクを廃し「リアフラップ」という名の大型のテールゲートが設けられた(『360cc軽自動車のすべて』三栄書房 69頁参照)。
エンジンは従来型を踏襲し、2サイクル2気筒の空冷（ME24E型。スタンダード、デラックスに搭載。形式はA100）と水冷（2G10-1型。スーパーデラックス、スポーティデラックスに搭載。形式はA101）の2機種を用意、同年12月には、ツインキャブの水冷エンジンを搭載したGSSとSS、空冷シリーズの最上級版であるハイデラックス、また三菱360バンに代わる商用タイプとしてCピラーを垂直気味にして、テールゲートの開口部を大きく取ってスペースユーティリティを増したミニカバン（A100V。空冷のみ）を追加し、一気にバリエーションが充実した。途中からMINICAの "M" をあしらったオーナメントが登場（これと同時にフェンダーの "minica" エンブレムの取り付け位置が下部から上部（サイドウインカーとほぼ平行になる）に移動）。このグループから吊り下げ式クーラーがオプション設定されるようになった。
この3種類のエンジンは、エアクリーナーケースに各々色が塗られており、エンジンにはその色に準じたペットネームが付けられていた。
- イエローエンジン - ME24E型 26馬力
- レッドエンジン - 2G10-1型シングルキャブ 28馬力
- ゴールドエンジン - 2G10-2型ツインキャブ 38馬力

12月には本モデルのバンをベースとした電気自動車を三菱電機・日本電池と共同開発し、10台を生産して東京電力の社用車として納入した。
1970年10月
ミニカ'70シリーズがマイナーチェンジ、イエローエンジンが30馬力（ME24F型）、レッドエンジンは34馬力（2G10-4型）にアップした。同時にGSS譲りのフォグランプ内蔵の丸4灯ライトや8トラックステレオ（アダプターを併用すれば、市販のカセットテープも使用可能）を標準装備したシリーズ最上級版のGLが登場、車名がミニカ70となりSSのみ廃止された。このグループからはテールランプの意匠をそれまでの縦型から横3連型へ、同時にMINICAの "M" をあしらったオーナメントの取り付け位置がバックドアの正面から見て右側に、それぞれ変更された。
1971年2月
車名がミニカ71に変更と同時に、水冷のお買い得グレードである、ファミリーデラックスが追加された。
1971年5月
派生モデルでクーペタイプのミニカスキッパー登場。これに伴いゴールドエンジン搭載車のGSSは廃止された。
1971年9月
マイナーチェンジで車名をミニカ72へと変更。グリルやテールランプ、インパネなどスキッパーのイメージを導入する事が主目的だった（リアのターンシグナルランプが橙色となり、安全性がさらに増した）。同時にスポーティDXは廃止された。なおこれと同時にフロントグリルはGLのみスキッパーと同一のものに、それ以外は角型2灯はそのままでハニカムパターンのグリルにそれぞれ変更された。
1972年10月
全車水冷のレッドエンジンになり車名もミニカ73となる。同時に空冷だったバンシリーズも全車水冷化され、A101Vへと形式変更された。共に搭載するのは、31馬力へディチューンされたレッドエンジン（2G10-5型）。ミニカ73はミニカF4の廉価版として2サイクルエンジンが搭載され、STDとDXに車種整理で1973年10月まで継続。1973年10月にはバンにフォグランプ内蔵の丸型4灯ライトを装備する（フロントグリルはセダンGLならびにスキッパーと同一のもの）カスタムを追加。ナンバープレートの大型化に対応した改良（1975年頃）と排ガス規制による4サイクル化（1976年5月）による排気量アップ (500cc-550cc) とバンパーの大型化を経て、ミニカ5バン-ミニカ55バンに名称変更され、1981年のエコノ登場まで発売された。
2代目の生産台数はスキッパーを含めて45万986台。

## 3代目（1972年-1977年）A103A・C-A104A型
1972年10月
フルモデルチェンジ。車名をミニカF4 (A103) へと変更。全体のプロポーションはミニカ'70と余り変わらないが、黄金虫シェルと呼ばれたスタイルは全体的に丸みを帯びた物となり、リヤのテールゲートはガラスハッチタイプに変更された。
エンジンは新開発の2G21型4サイクル直列2気筒SOHC359cc。通称バルカンエンジンで、従来からの2サイクルエンジンは4サイクルに移行した。4サイクルは、ギャランなどのサターンの技術を用いたもので、シングルキャブとツインキャブの2タイプが用意され最高出力はそれぞれ32馬力と36馬力となっている。CMキャラクターは岸部シローが務めた。
1973年10月
廉価版グレードはフロントグリルのデザインが変更される。同時に36馬力仕様は廃止。
1974年12月
2G21型エンジンにバランサーシャフト（のちにサイレントシャフトに改名）を搭載し（バルカンS）、排ガス対策の為、最高出力が30馬力となる。同時にグレードが4グレードに縮小され、スーパーDXのフロントグリルがフォグランプ内蔵の丸型4灯式に変更。同時に現在の黄色いナンバープレートに対応した改良が行われる。
1976年4月
マイナーチェンジ、同年1月に実施された軽自動車の新規格（全長3.2m×全幅1.4m以内、エンジン排気量550cc）対応されミニカ5 (A104A) に車名変更。バンパーを大型化しエンジンも30馬力を発揮する2G22型直列2気筒SOHC471ccエンジンに換装。ミニカ・アミ55までの暫定的な存在となる。
ミニカ5登場と同時に、商用車のミニカ5バン (A104V) が発売された。このモデルは端的に、2サイクル360規格のミニカ70シリーズにおけるバン仕様 (A100/101V) をベースに、4サイクルエンジン（商用仕様の為、ミニカ5よりディチューンされた2G22型を搭載）を搭載したモデルだが、大型バンパーを採用し、ミニカ5と共通性を持たせた外観となっていた。
3代目の生産台数19万5238台。

## 4代目（1977年-1984年）A105A/106A・A107A/V型

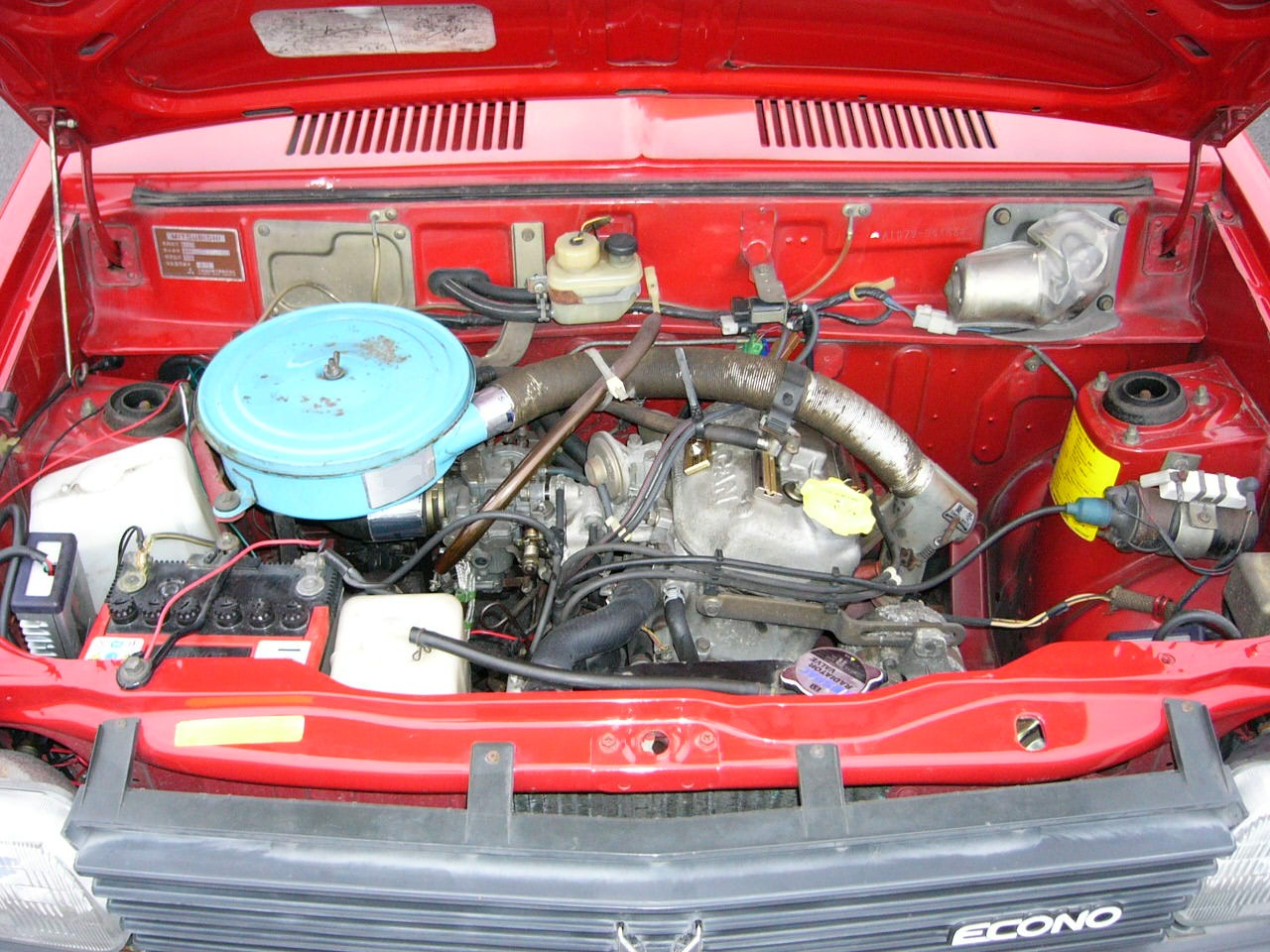
2G23型エンジン(A107V)

1977年6月
フルモデルチェンジ。車名をミニカアミ55 (A105A) へと変更。全体の印象はミニカ5と変わらず、ドアパネルを流用するなどビッグマイナーチェンジ程度であるが、新規格に対応し全幅は10cm拡大、全長は規格に余裕を残した3,175mm（XL仕様）まで延長された。エンジンはミニカ5の2G22型をストロークアップした2G23型を搭載。最高出力は31馬力と、数値的な目新しさは無いがトルクUPに伴い、実用性能が格段に向上した。同時に、ミニカ5バンも550cc化され、アミ55と同じ2G23型を搭載するミニカ55バン (A105V) へと車名変更されている。
1979年9月
53年排ガス規制に適合すべくG23B型へ換装（MCA-JET化、ジェットバルブが追加されたと同時に、二次空気供給装置及び酸化触媒の廃止、静粛性向上のためタイミングチェーン駆動からタイミングゴムベルト駆動に変更、ロッカーアームがアルミ製になるなど動弁系の軽量化も施される。名称「バルカンII」）。
1980年4月
一部変更でバンを含む全車のエンジンが54年の騒音規制が施される/ミニカ55バンは54年排ガス規制適合。
1980年8月
アミ55に脱着式ガラスサンルーフ仕様追加。
1981年2月
アミ55に超低価格の51万8,000円で発売の「ユーティリカ」追加。
1981年9月
マイナーチェンジ。車名をミニカ・アミL (A107A) に変更。またミニカ55バンのモデルチェンジ版として、商用登録のミニカ・エコノ (A107V) が登場。今回のマイナーチェンジは乗用と商用で車体を共通化。全長を規格一杯まで伸ばしてホイールベースを50mm延長。更に全高を30mm高めて居住性の向上を図った。エンジンは、アミLはアミ55のG23B型（最高出力は変わらないが、カムプロフィールの変更により、よりマイルドな味付けとなる）を、エコノは55バンの2G23型を各々踏襲。2速セミATをアミL/エコノ全車に設定。ちなみに商用登録を「エコノ」と名付けたのは、商用車は乗用車よりも経済的、つまりそれはエコノミーなミニカ、という位置付けとしたためである。
1981年12月
エコノ2シーターを追加。
1982年5月
エコノに女性向けの内外装を持った「マリエ」と新車価格498,000円のSスペシャルを追加。
1982年12月
アミLにリモコンミラーとカセットステレオを追加したCXを追加。既存モデルはフロントグリルにMMCマークが付く。
1983年3月
軽自動車初となるターボエンジン搭載モデルを追加した。「バルカンSターボ」と呼ばれターボチャージャーを搭載した546cc SOHC 2気筒（G23B型）エンジンの性能はグロス 39ps/5.5kgf-m。キャブレター式ターボであったため、加圧式キャブレターが装着されていた。全車全グレードとも、4輪ドラムブレーキ（前輪・2リーディングドラム/後輪・リーディング&トレーリングドラム）、4速MT/2速セミAT（ターボは4速MTのみ）、エアミックス式のエアコンは無く、外付けクーラーのみで、装備としては旧態依然となっていた。
4代目の生産台数は42万5464台。

## 5代目（1984年-1989年）H11A/V・H12V・H14A/V・H15A/V型

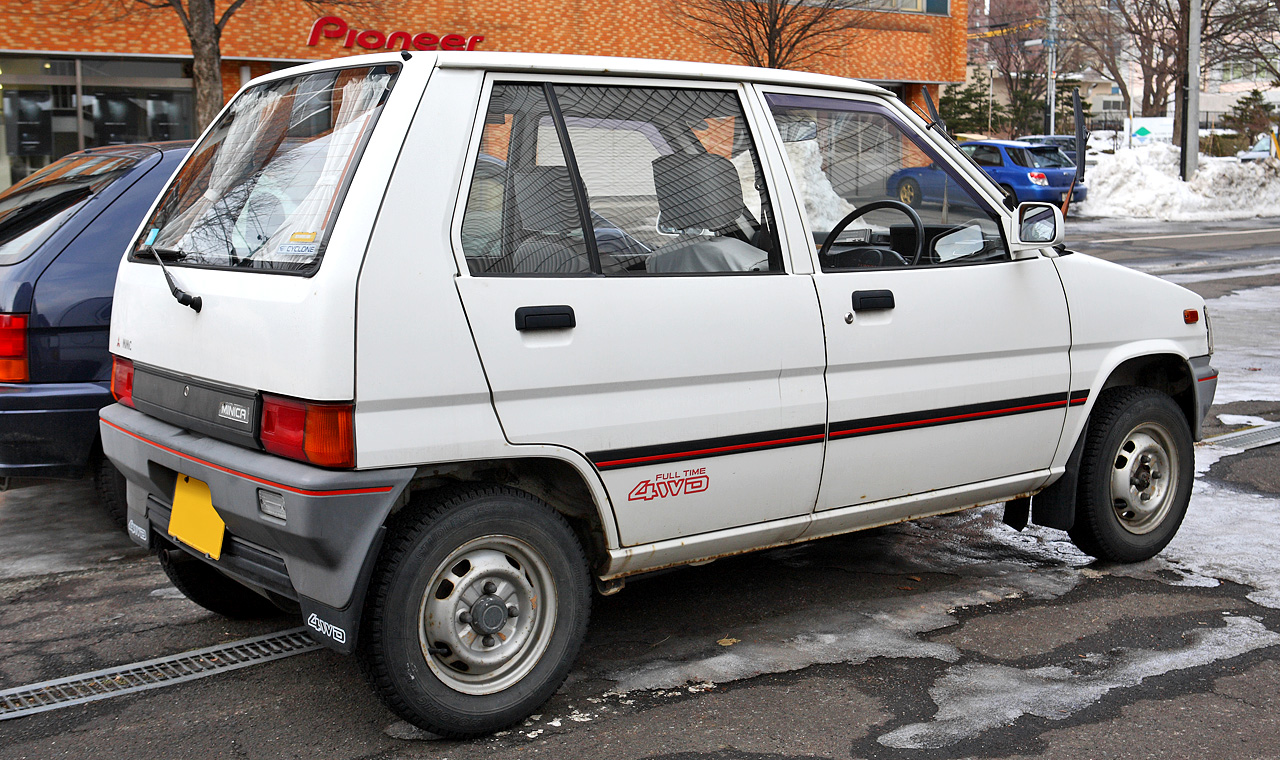
リアビュー(セダン5ドア 4WD)

1984年（昭和59年）2月
フルモデルチェンジ。キャッチコピーは「ライバルはリッターカー。」。先代のA107A/V型が先々代A103A型のビッグマイナーチェンジ程度の内容であったため、ボディの変更は12年ぶり、プラットフォームに至ってはA100/101型から大きく変わっていなかったため、実質的には15年ぶりの全面改良となった。ウィークポイントであったFRゆえの居住性の悪さを改善すべくFF方式に変更。タイヤを出来るだけ四隅に追いやり、当時としては異例なほどの広い室内空間をアピールポイントとしていた。初の5ドアとなったセダンの車名は再び「ミニカ」に戻り、バンは「ミニカエコノ」を継承。エンジンは従来型のG23B型だが、FF化に合わせて横置きとなったシリンダーブロックは新設計で、加えてカムシャフトの駆動方式もタイミングチェーンからタイミングベルトへと変更されており、名称も「バルカンII」となっている。ターボ車には軽自動車初のインタークーラーが装着され1984年当時では軽最強となるグロス42馬力を発揮し、フロントディスクブレーキが標準で装備された。このグループからはエアコンがオプション設定されるようになる。
本モデルからリアコンビネーションランプから後退灯が独立し、バンパーの右側に1灯のみが搭載される。なお、このスタイルは最終モデルの8代目まで踏襲され、ミニカのアイデンティティとなる。
なお、1981年（昭和56年）頃の自動車雑誌による経営者インタビュー上で、「（メインユーザーが地方在住、また保守層であることに配慮し）当分ミニカをFFにすることは考えていない」という記述があったが、スズキ・アルトなどの大ヒットに抗いきれず、翻意せざるを得なかったことが窺える。
台湾では総排気量800ccの直列2気筒・2G25型ガソリンエンジンが搭載され、「タウニー」（Towny）の車名で発売された。
1985年（昭和60年）8月
セダンに3ドアが復活、エコノにはミニカ史上初のパートタイム4WDが加わった。ターボ車および、ほぼ同期に開発された同社のミニキャブ同様12インチフロントディスクブレーキが標準で装備されており、ホイールのPCDもFFモデルの100mmに対してミニキャブと同じ114.3mmと異なっている。同時に3ドアターボに特別仕様車「ジャッカル」が限定700台で発売。また、5ドアセダン「XL」のフロントブレーキがディスク化され、ホイールサイズは12インチとなった。
1986年（昭和61年）2月
3ドアターボ特別仕様車「ジャッカル」が再び700台限定で発売。エコノに特別仕様車「ライラ」（限定6,000台）と「Gエクストラ」（限定1,000台）を発売。
1986年（昭和61年）4月
3ドアセダンに手動開閉式のキャンバストップ仕様車を追加。同時にセダン・オープントップターボ特別仕様車「スカイジャック」を限定500台で発売。これは1985年（昭和60年）の第26回東京モーターショーに出品された「ミニカ・ランナバウト」を市販化。脱着可能な「カプセルルーフ」を装備。
1986年6月
エコノに特別仕様車「パセリ」を限定6,000台で発売。CM出演者は賀来千香子で、1988年の生産終了まで出演した。
1987年（昭和62年）1月
大幅なマイナーチェンジが行われ、エンジンが従来の2気筒（G23B型・バルカンII）から新開発の3気筒（3G81型・サイクロン）に変更され、静粛性や動力性能が向上した。これに伴いATはこれまでの2速から3速へ変更。5ドアセダンには4WDが設定される。
1987年（昭和62年）4月
エコノターボにエアロ付きモデル「XR」追加。XRにおいても、キャンバストップ仕様が選択できたが、販売台数は極めて少ない。
1987年5月
5ドアセダンに「パセリ」追加。エコノに「ライラ」「ライラ4WD」追加。
1987年8月
エコノターボに特別仕様車「JACKAL」（ジャッカル）を1,000台限定で発売。
1987年9月
エコノにビスカスカップリング式フルタイム4WD（スタンバイ4WD）が追加。翌年1月にはパートタイム4WDが消滅。
1987年（昭和62年）
エコノウォークスルーバン2WD/4WD追加。車体架装は東洋工機。
1988年（昭和63年）1月
エコノターボに、フルエアロ付きモデル「ZEO」（ゼオ）が発売された。ZEOはスズキのアルトワークス、ダイハツのミラターボTR-XXの対抗馬として発売されたが、当時の馬力戦争において、他社の電子制御方式で64馬力に対し、ZEOは従来のターボ車と同じキャブレターターボエンジンで50馬力であったため、販売台数は少なかった。同時にエコノに充実装備のお買い得な特別仕様車「Tico」（ティコ）シリーズや5ドアセダン専用の最上級グレード「EXCEED」（エクシード）も発売。
1988年5月
エコノのティコGは指針式AMチューナー＋カセットステレオ標準装備のティコGサウンドBOXに変更され、ティコシリーズの中間グレードのティコFを追加、5ドアセダンにもティコ（限定1,500台）を発売。
1988年9月
エコノティコGに88年ソウルオリンピック記念車を限定発売。ティコM に地域限定特別仕様車ティコYu、ティコ・ピーター、エコノ4WD・S にピーター4 を発売。
5代目の生産台数は82万4237台。

## 6代目（1989年-1993年）H21A/V・H22A/V・H26A/V・H27A/V型
1989年（平成元年）1月
キャッチコピーは「ハンパだったら、乗らないよ。」。この当時のギャランやミラージュ、ランサーの流れを汲む「オーガニック・フォルム」と呼ばれる曲線を主体とした有機的なボディラインになり、先代で好評だった室内の広さは継承されている。車名はミニカに統一され、当初は3ドア、1：2ドア（右1枚/左2枚）のバンと5ドアのセダンが用意された。CMキャラクターは浅野温子。
このモデルには、軽スポーツのスズキ・アルト ワークスやダイハツ・ミラ TR-XX に対抗し、国内の四輪車ではクラス初であり市販車初となる5バルブ 直列3気筒 DOHC ターボエンジンを搭載し、自主規制値一杯の64psを発揮した「DANGAN」（ダンガン）やトールボーイスタイルの派生モデルである「トッポ」、西友と共同開発した左右非対称となる1：2ドアの「レタス」等のモデルも登場した。
また、バブル景気に開発された車種ゆえに最上級グレードのXG（5ドア）・pg（3ドア）には運転席パワーシート、パワーステアリング（当時数少なかった電動パワステ）、パワーウインドウが装備されていた。パワーシートは前後スライドと上下アジャスターのみの簡易型ではあるがメモリー機能も備わっており、エンジン停止後キーを抜くと最後部までシートがオートスライドし、キーを差し込むと設定した位置まで復帰する。
登場直後に軽自動車の規格変更があり、550ccエンジン（3G81型）は短期間で660cc（3G83型）に換装された。
1989年5月
消費税導入を睨んで3ドアセダンを追加。1：2ドアの「レタス」もセダン化。
1989年8月
これまで貨物登録であった「ダンガン ZZ」が乗用登録となる。同時に「ダンガン Si」、「ダンガン Ri-4」、そして「ダンガン ZZ-4」が追加される。セダンのラインナップ見直しでエアコン標準装備車が増加。自然吸気仕様の DOHC 5バルブエンジン搭載車を追加。
1989年10月
3ドアセダン「μf」発売。特別仕様車3ドアセダン「ライラ」発売。
1990年2月
マイナーチェンジで新規格化対応（但し「ダンガン ZZ」、「ダンガン ZZ-4」は旧規格のまま併売）。フロントバンパー大型化で+30mm・リヤボディー部分を延長で+70mmそれぞれ拡大。デザインも若干変わっており、5ドアではそれまでの後部座席ドア直後のウィンドウラインの様なくぼみ部分がダクトパネルに置き換わった。3ドアにもクォーターウィンドウを若干縮小した上で同じものが設置されている。フルモデルチェンジからわずか1年1ヶ月でボディシェルを入れ替える手のかかったバブル期ならではのマイナーチェンジとなった。
ハイルーフ仕様のミニカトッポ（セダン〈実際はトールワゴン〉・バン）販売開始。
1990年8月
旧規格のままだった「ダンガン ZZ」、「ダンガン ZZ-4」がようやく新規格化。
1991年5月
一部車種体制を見直し。「ダンガン ZZ」にATを追加。
1992年1月
マイナーチェンジ。主にフロントバンパー、フロントウィンカー、ヘッドライト、ボンネットのデザイン変更を伴うフェイスリフトで質感が向上した。30周年記念車の「ミラノ」と「ピアチェ」を発売。「ダンガン ZZ」をベースに4輪ABS（アンチロック・ブレーキ・システム）、リアELR3点式シートベルトなどを追加した「ダンガン ZZ-LIMITED」を追加発売。
1992年8月
30周年記念車の「ミラノ」と「ピアチェ」を小変更。
1993年1月
一部変更。30周年記念車「ミラノリミテッド」、「ミラノ 4WD」発売。
6代目の生産台数は78万1259台。

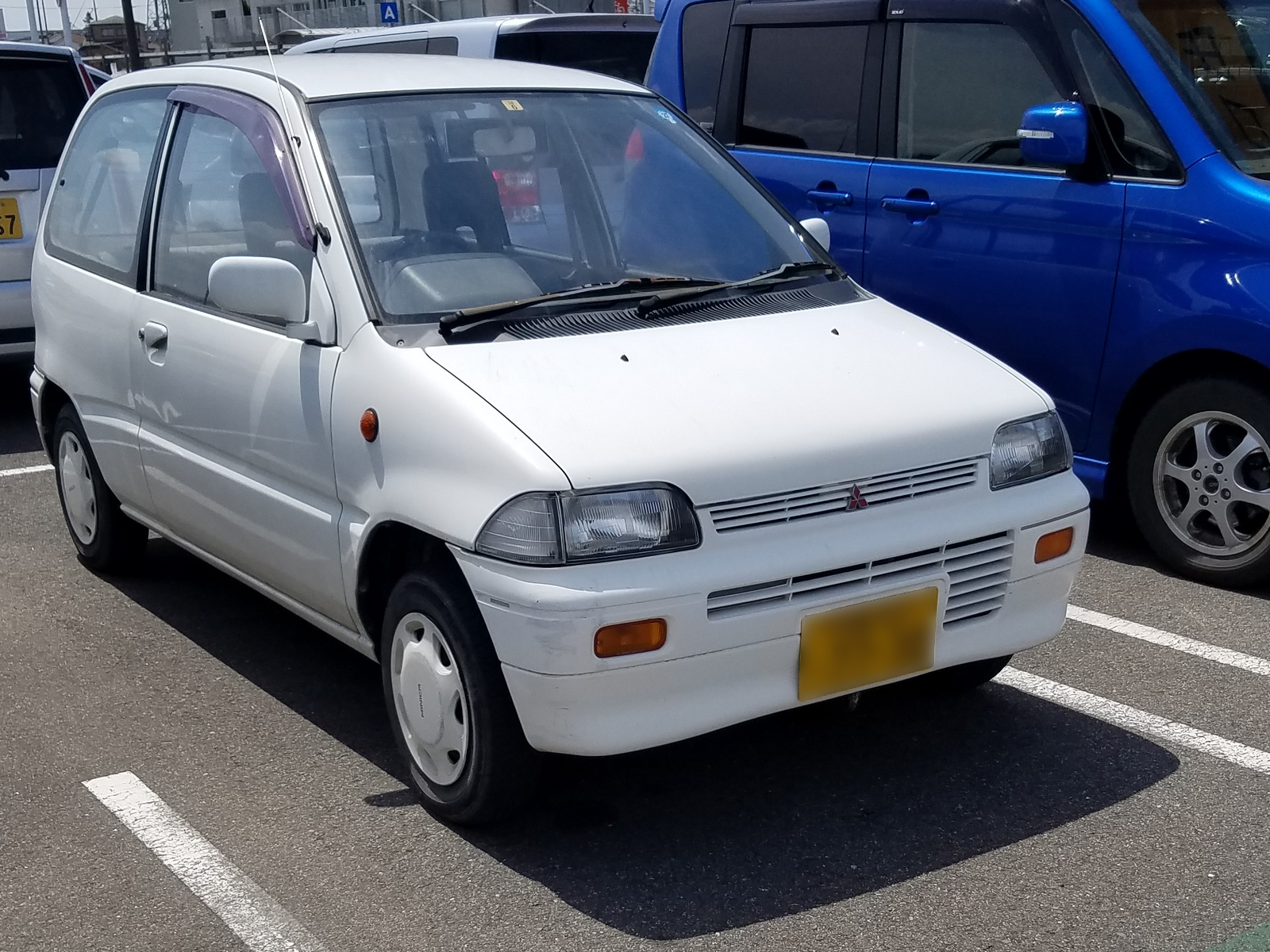
1:2ドアセダン レタス（550cc） フロント
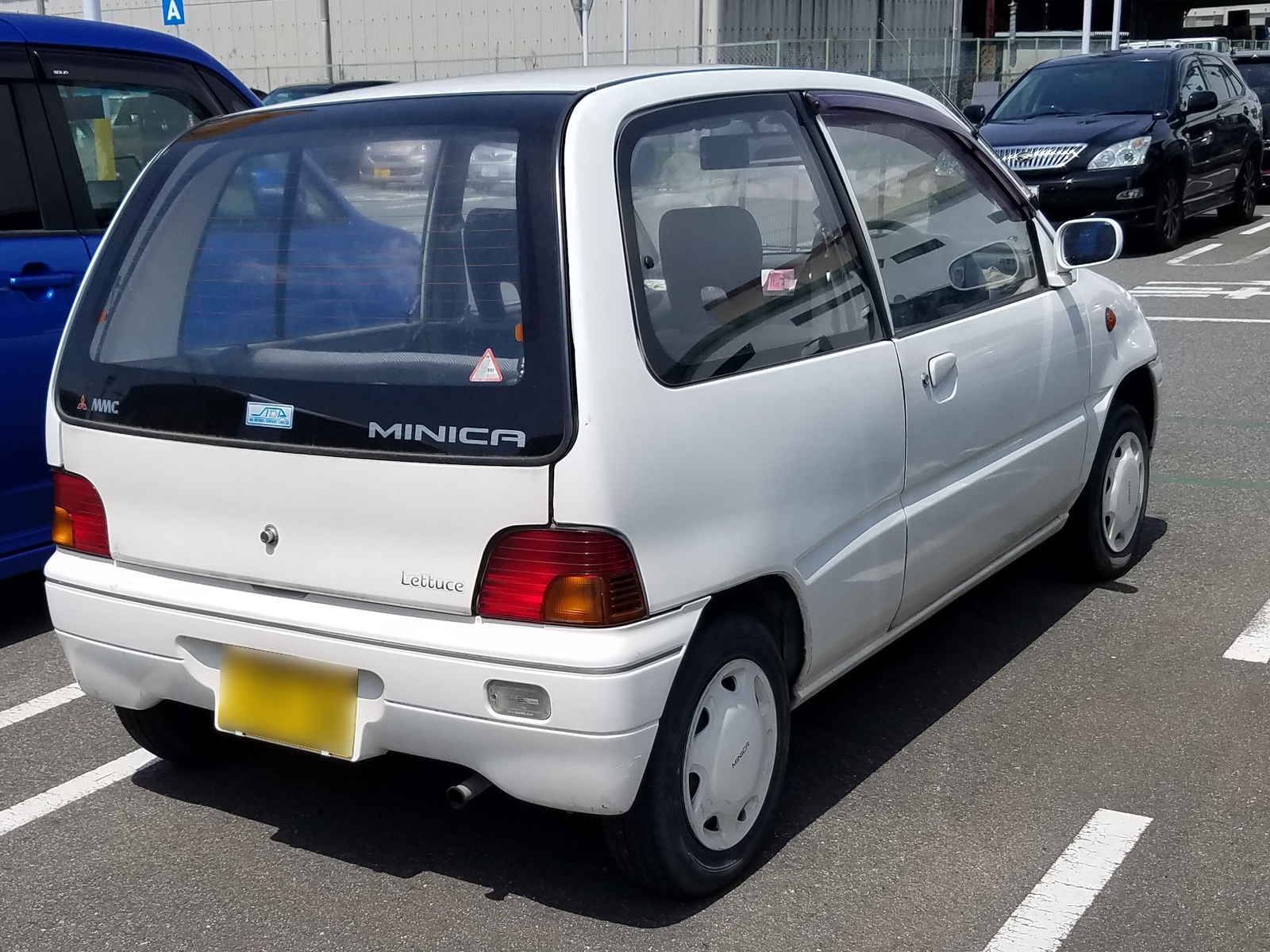
1:2ドアセダン レタス（550cc） リア
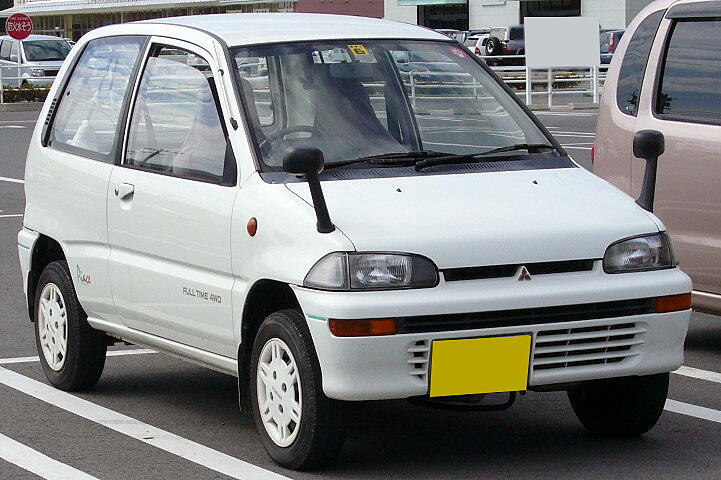
3ドアバン（660cc） 後期型
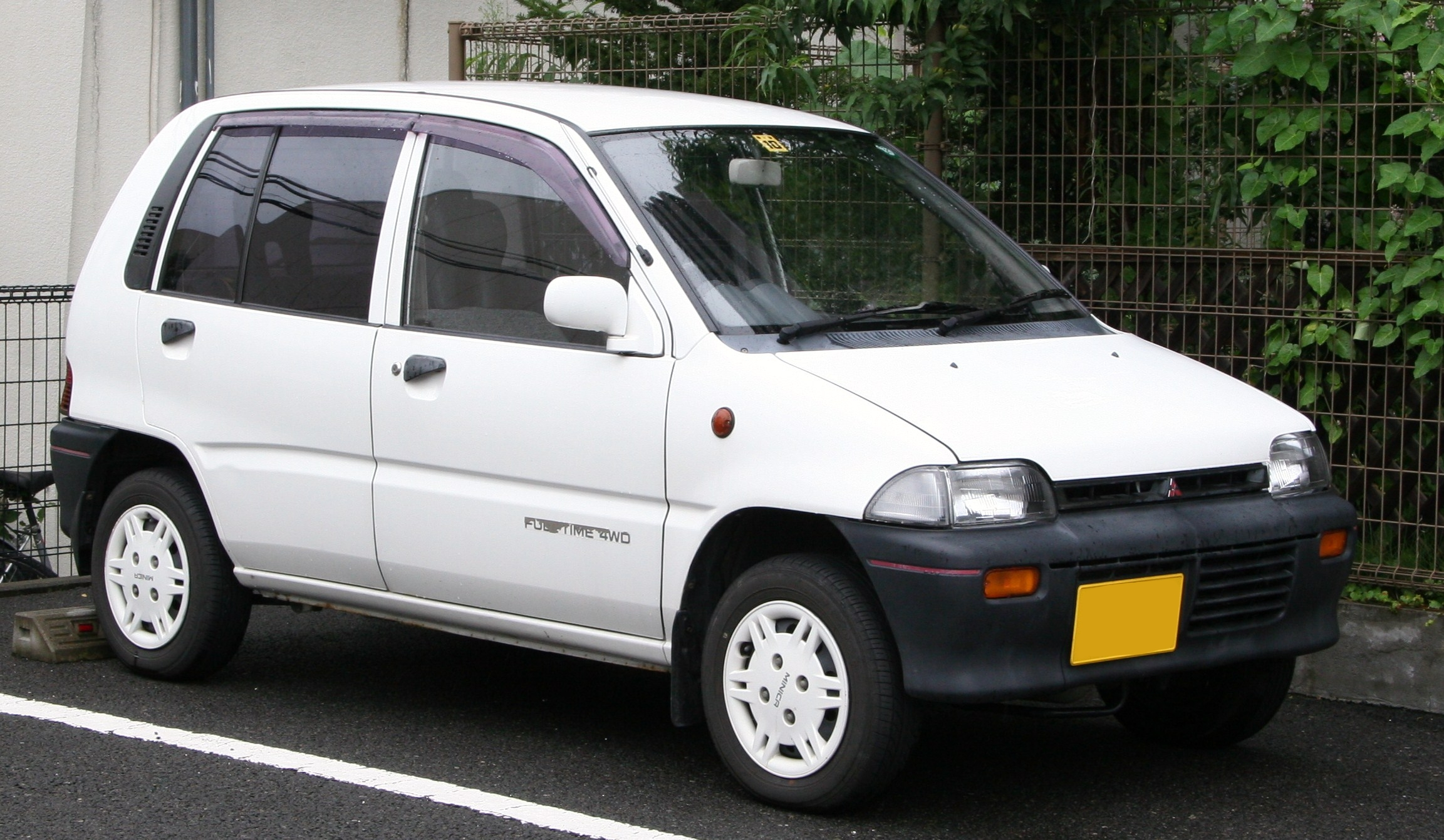
5ドアセダン XF-4（660cc） フロント
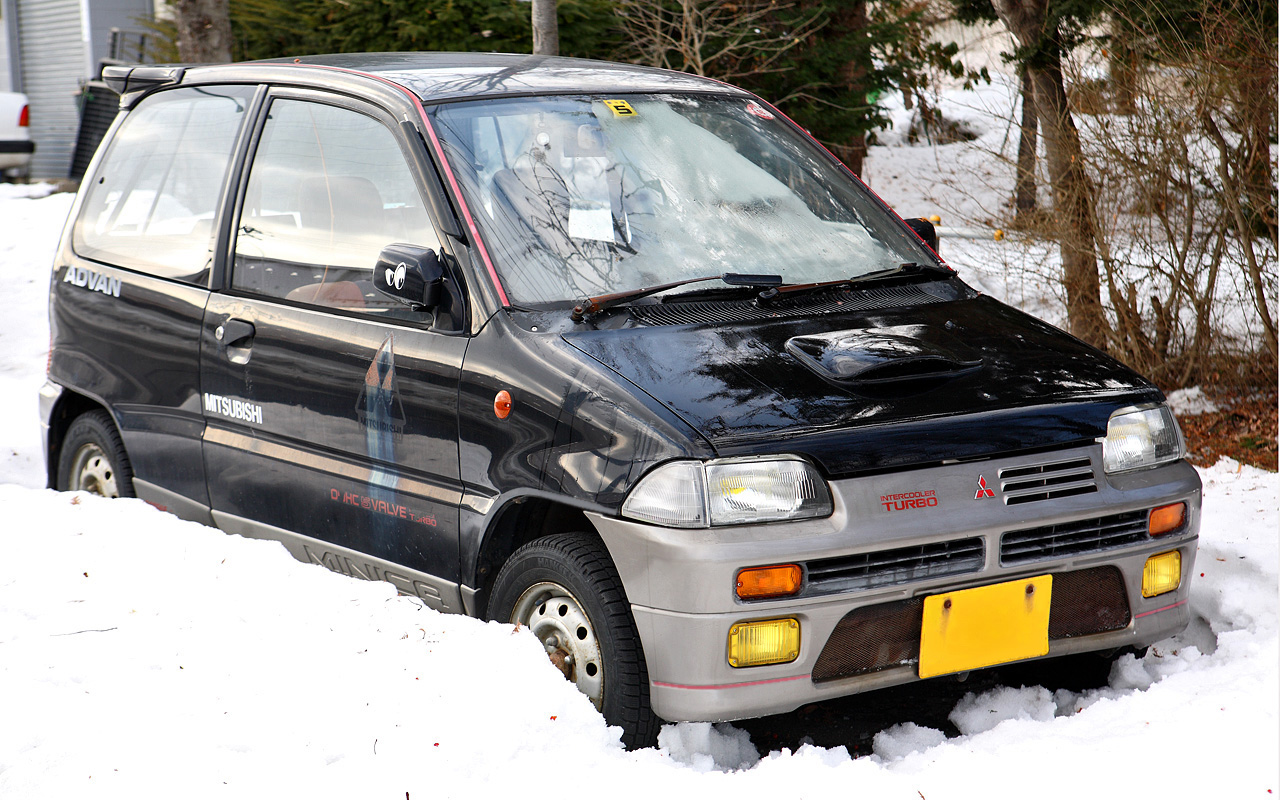
ダンガン ZZ（550cc） フロント
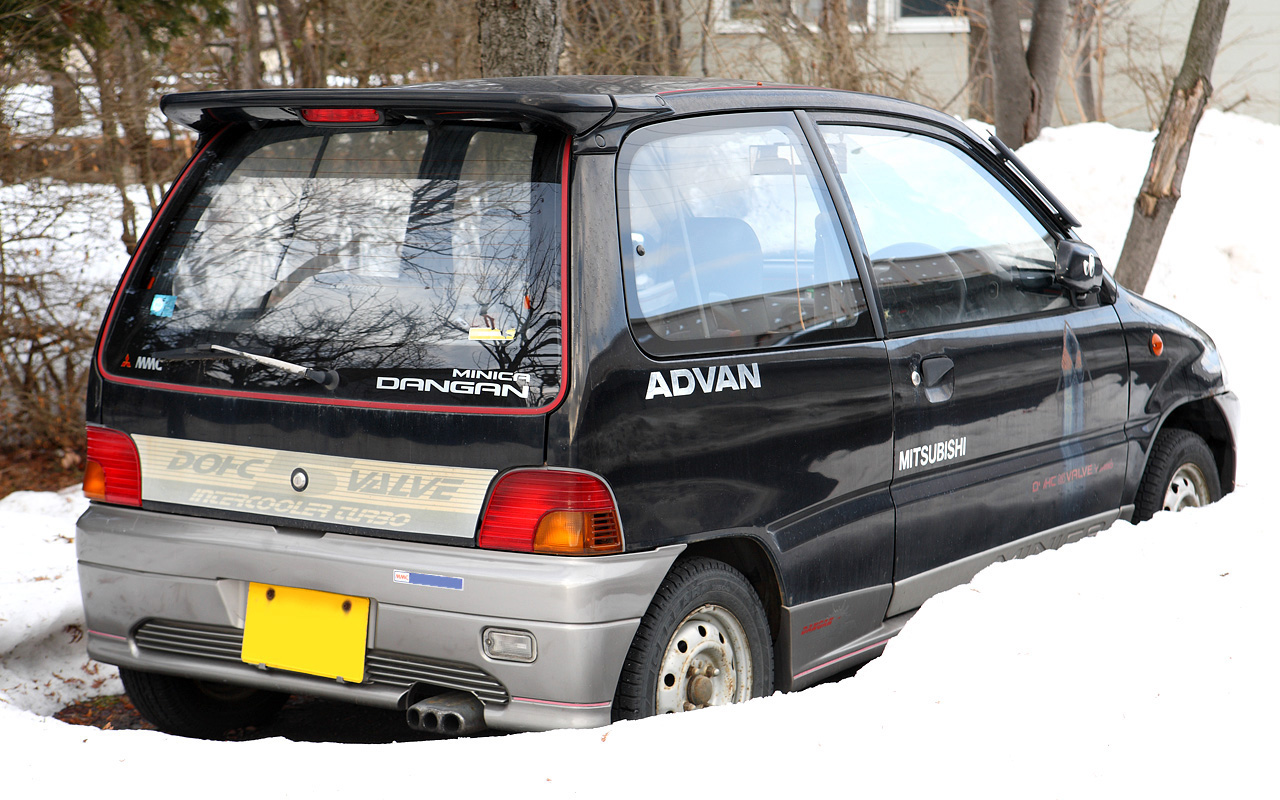
ダンガン ZZ（550cc） リア

## 7代目（1993年-1998年）H31A・H32A/V・H36A・H37A/V型

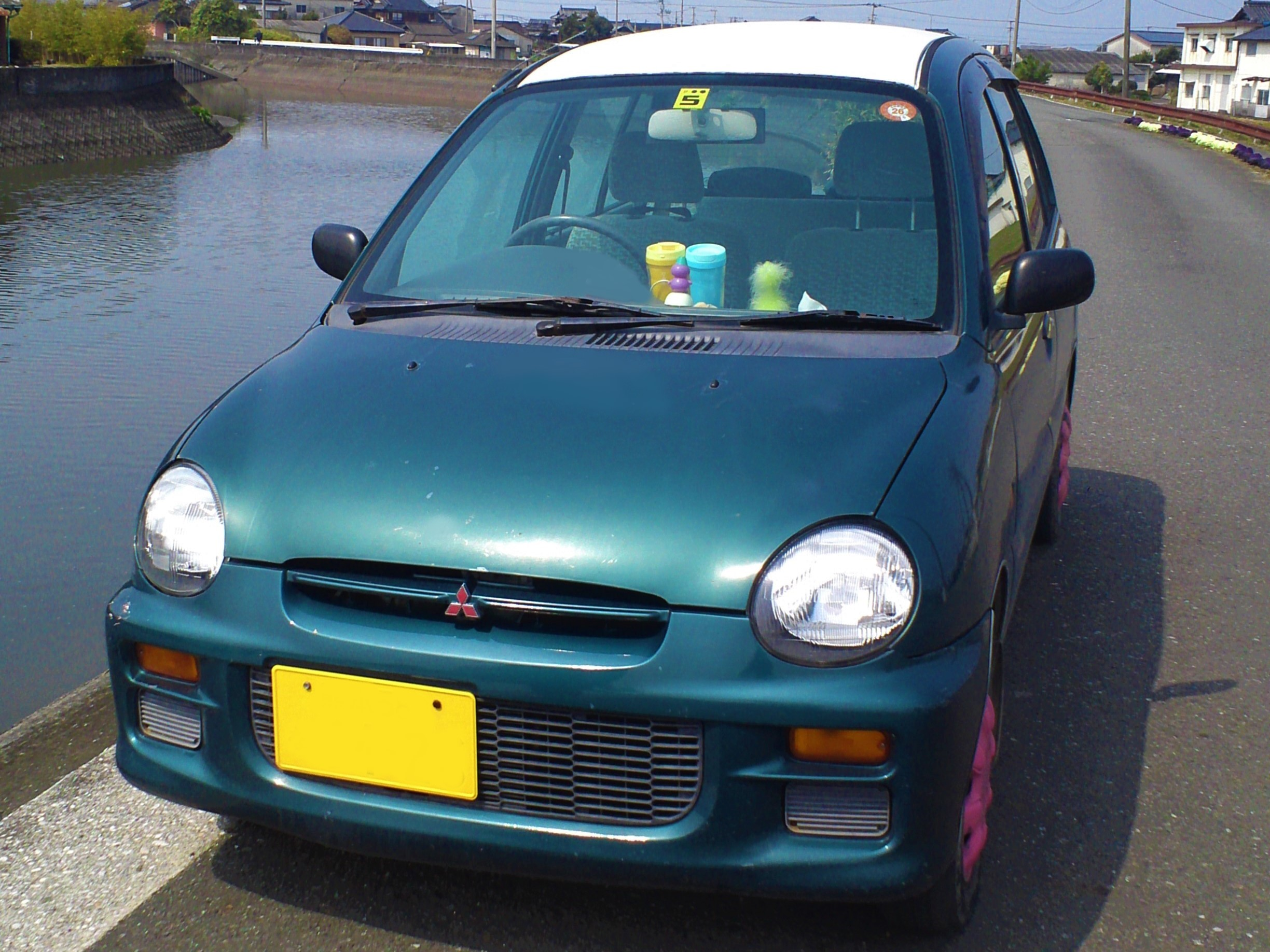
セダン 5ドア グッピー（中期型、ルーフ色及びホイールキャップはノンオリジナル） 前期型とはフロントバンパーが若干異なる
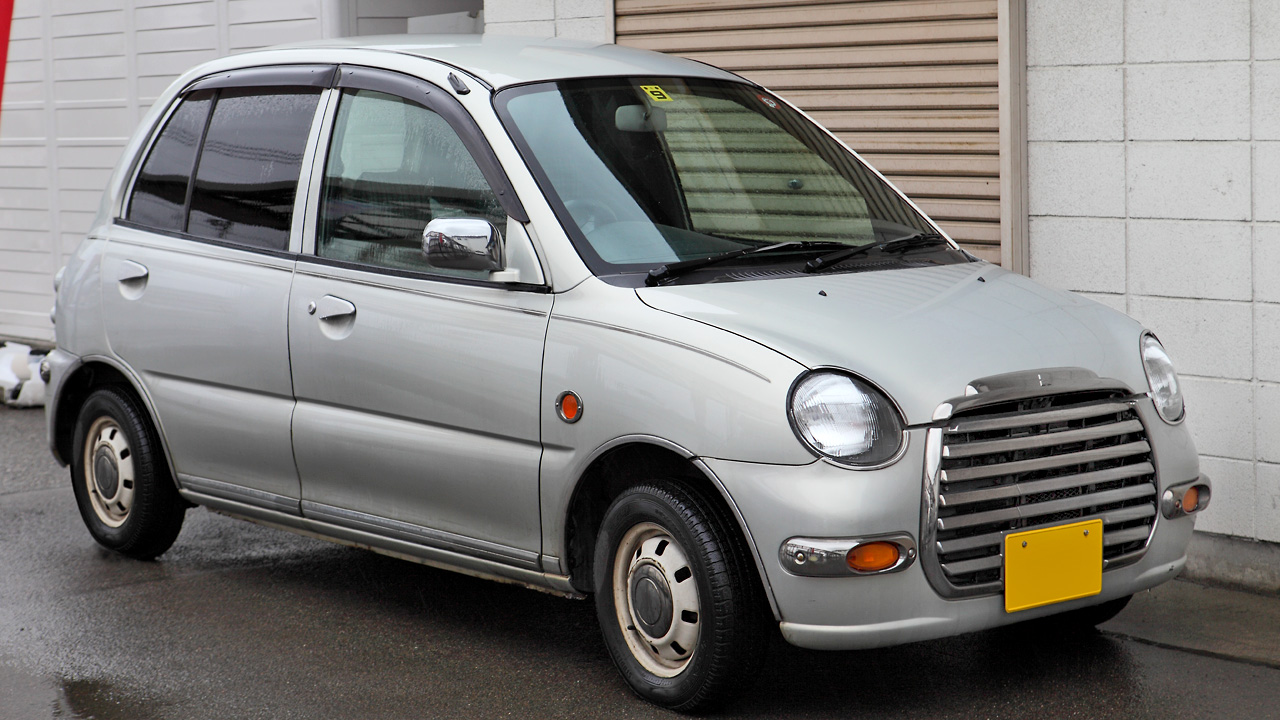
5ドアセダン タウンビー
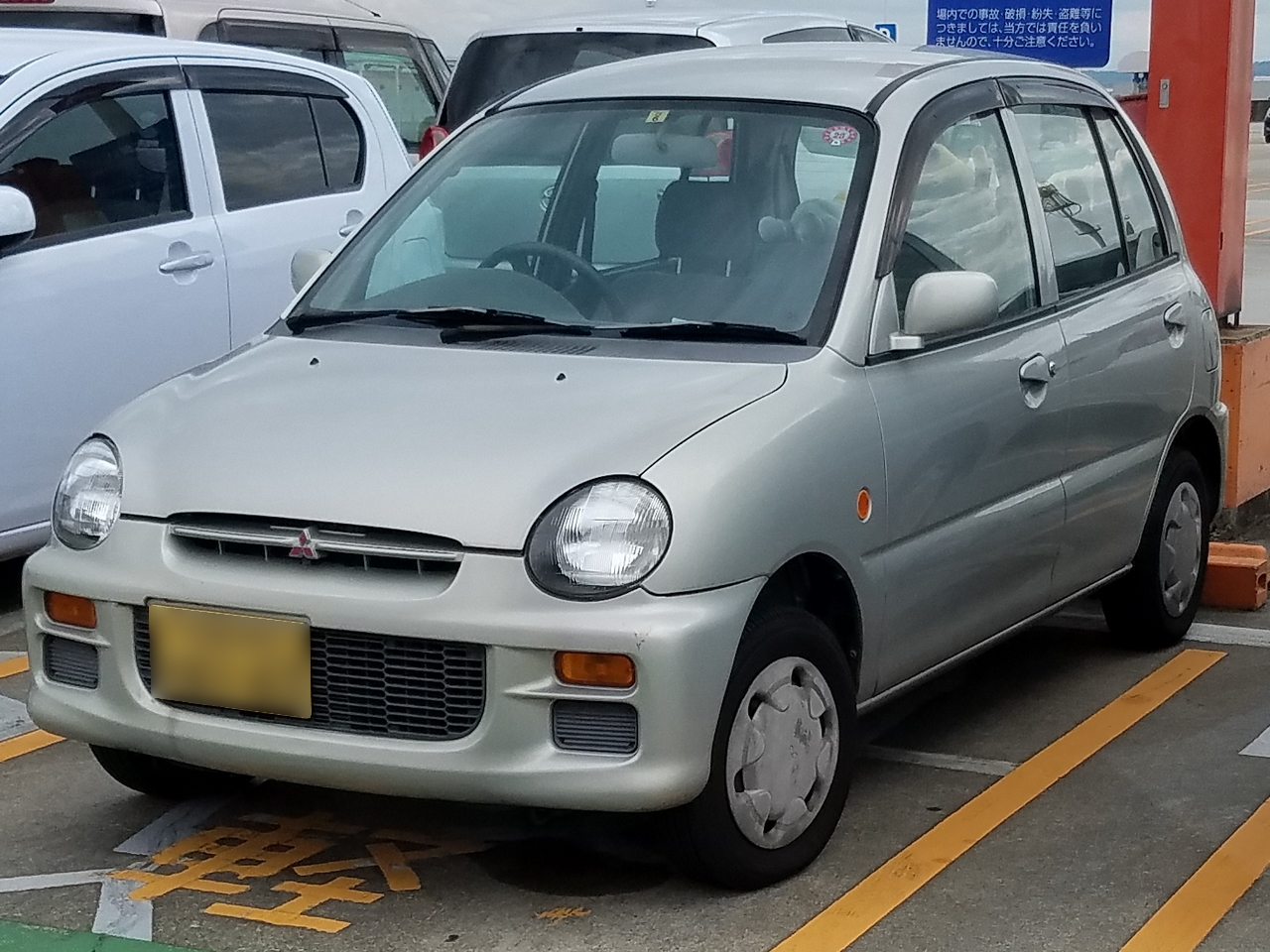
5ドアセダン PJ（中期型）
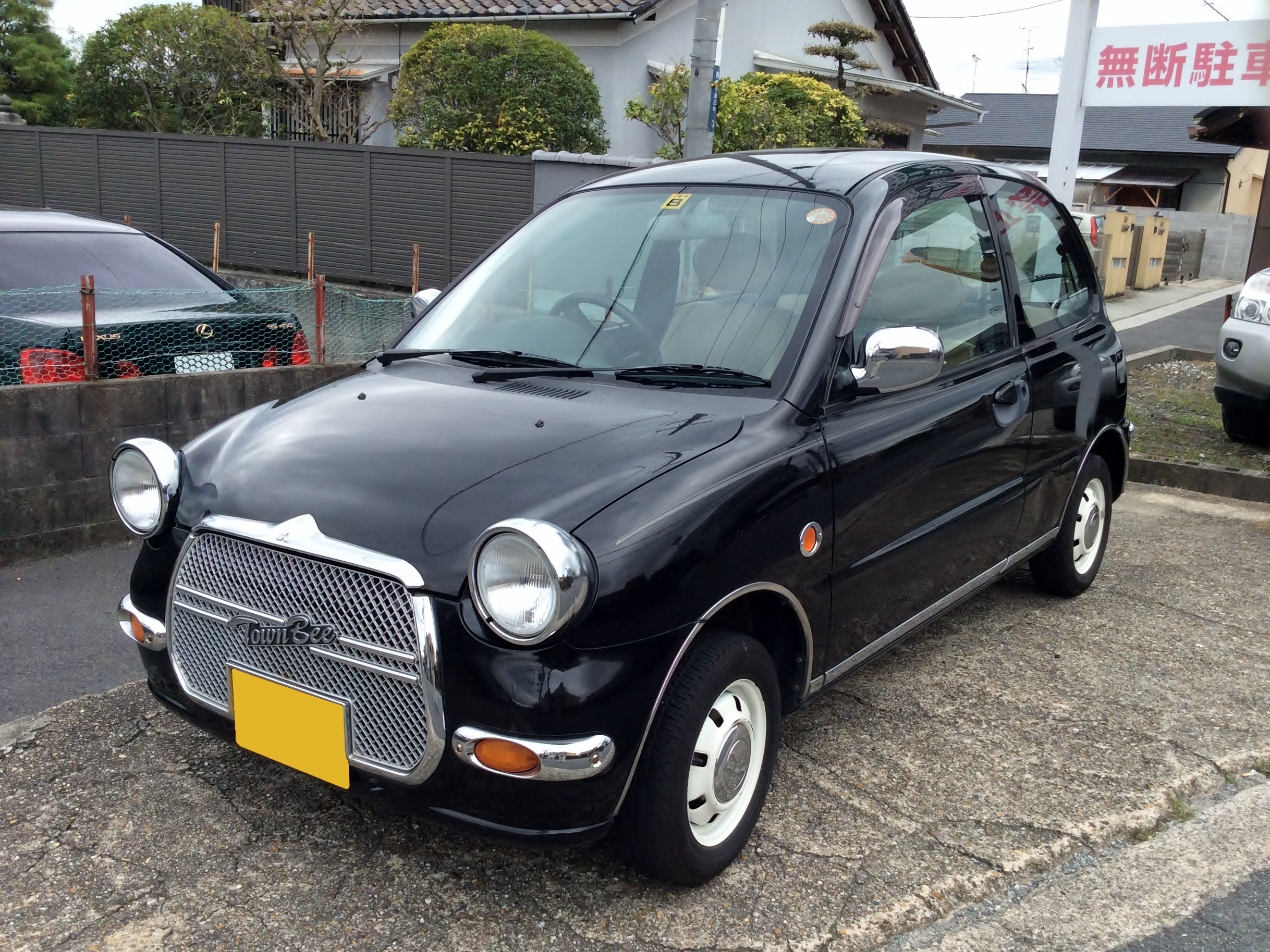
3ドアセダン タウンビーII
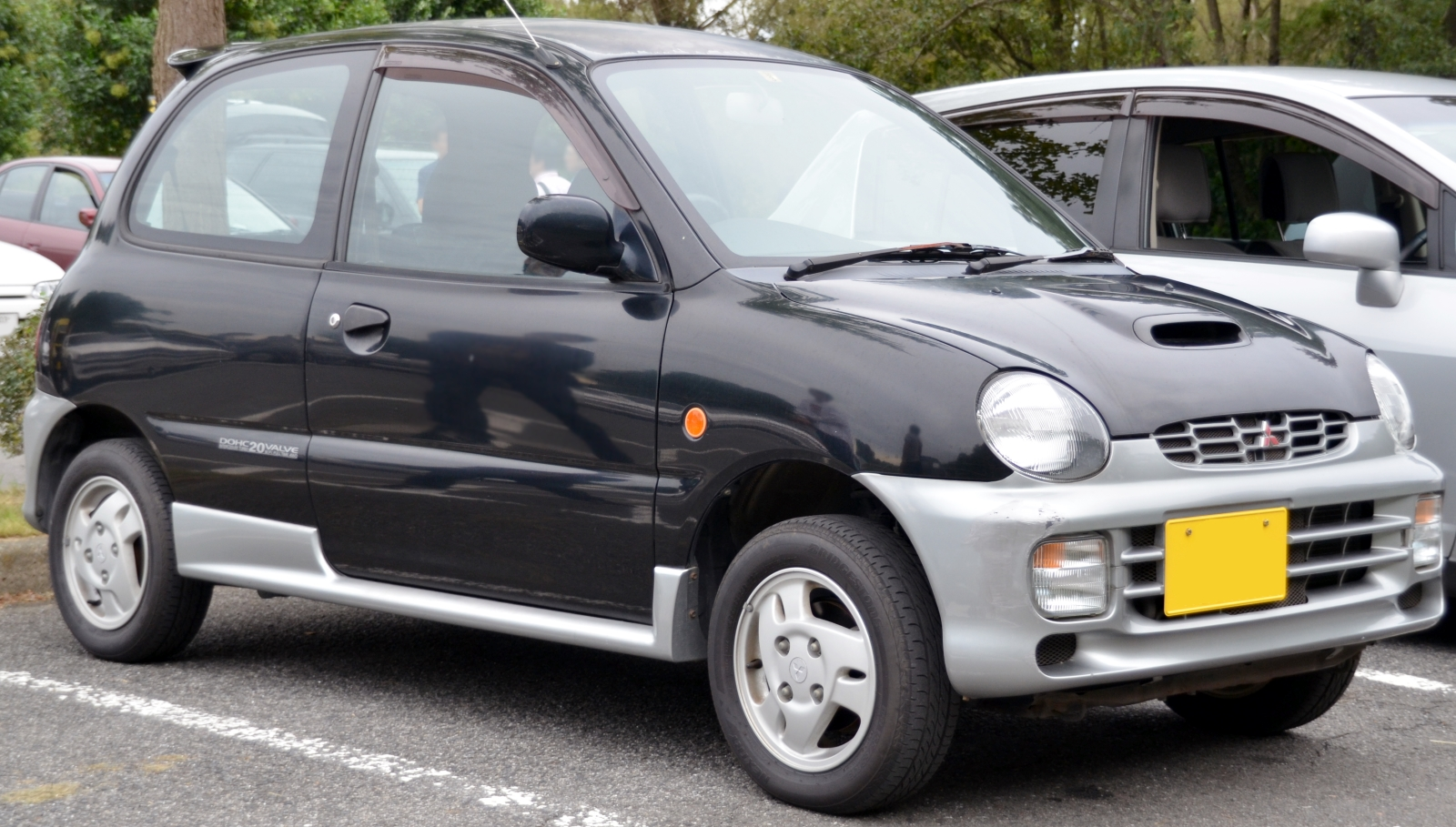
3ドアセダン ダンガン4
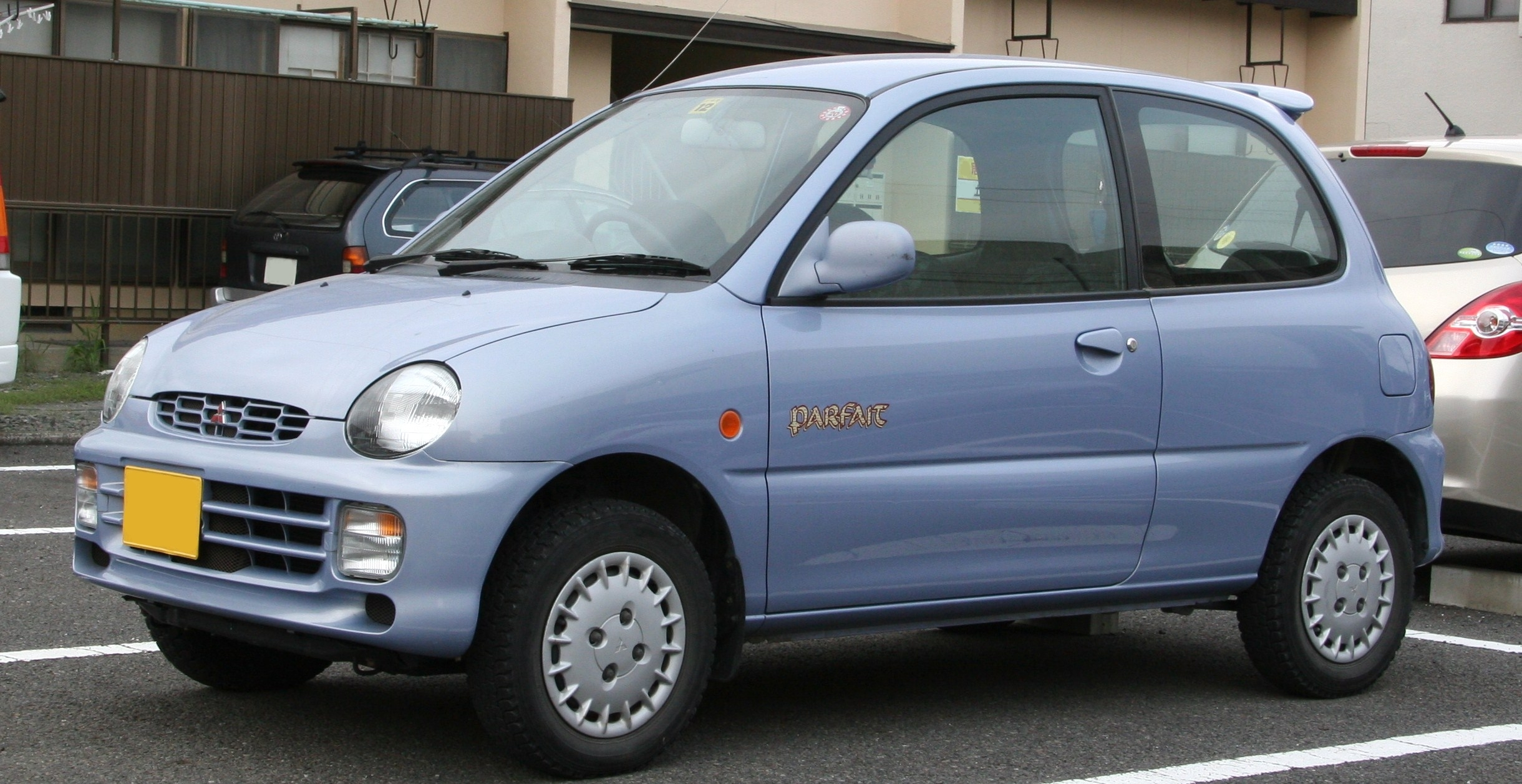
3ドアセダン パルフェ

1993年9月
モデルチェンジ。より丸みを帯びたスタイリングとされ、ヘッドランプも異形丸型となった。新規格での設計により、一見スタイリング重視にも見えるが先代に比べ質感、居住性が共に大幅に向上した。運転席側ドアの長さを助手席側より短くした3ドアと通常の5ドアを用意。先代に存在した1:2ドアの「レタス」はそのコンセプトを派生モデルの「トッポ」に引き継ぐ形になり、また「トッポ」自体はフロント周辺のデザイン変更とホイールベースの若干の延長のみで大きな変化はない。
エンジンは従来の直列3気筒（3G83型）に加え、新開発の直列4気筒（4A30型）が新たに投入された。またファジイ制御式4ATや軽自動車初でなおかつ世界最小となる4気筒 DOHC 20バルブツインスクロールターボエンジン、および4気筒 SOHC 16バルブ自然吸気エンジン（ともにエンジン形式4A30）が用意され、更にこの代から全車にフロントディスクブレーキが標準装備化された。ただし先代に搭載されていた電動パワーステアリングが油圧パワステに回帰し8代目モデルにも採用されることとなる。
UVカットガラスや、鮮やかなボディカラーを用意した「グッピー」や、レトロ風ドレスアップの「アンティ」、トッポをベースにフロントバンパーに小型のグリルガード、バックドアの外側にスペアタイヤをそれぞれ装着したRV風ドレスアップの「カラボス」、前述の「アンティ」の発展版にあたる、独特のキャラクターを持ち、出目金の眼のようにボンネットフードから大きくはみ出した丸型大口径のヘッドランプが特徴的なレトロ風ドレスアップの「タウンビー」、商用モデルに運転席のみの1シーター車など多彩なモデル展開がなされた。
純正AM/FMカセット装着車の場合、当時の軽自動車としては珍しい非DIN機（実態は1DINに近い）であり操作部の一部をカラーテレビなどの隠しポケットの様なカバーで覆っていた。先代モデルのスポーツグレードであるダンガンも引き続き設定されたが、この代では更にSR-Z(2WDのみ)という新スポーツグレードが追加された。ただし、ダンガンはリアがディスクブレーキであるが、SR-Zに関してはドラムブレーキとなる。CMキャラクターは当初は石田ひかりが起用されていたが、後述する中期型（1995年11月 - 1997年8月）以降より瀬戸朝香に変更された。
1994年5月
特別仕様グッピーを追加。
1994年11月
一部改良。運転席SRSエアバック、センタードアロック、リアシェルフ、スポーツシートの追加、もしくは装着（5ナンバーセダンの一部機種）、5ナンバーセダンのPeがカタログ落ちする。
1995年1月
特別仕様グッピーおよびパルフェを追加。
1995年5月
特別仕様グッピーを追加。
1995年11月
マイナーチェンジ。フロントバンパーのデザイン変更。バンの1シーターモデルがカタログ落ちする。
1997年1月
レトロ風ドレスアップのタウンビーを追加。
1997年9月
マイナーチェンジ。フロント部分の変更。
1997年10月
トッポベースのタウンビーと同じ出目金ライト採用のタウンビーIIを追加。
7代目の生産台数は67万7325台。
- セダン 5ドア グッピー（中期型、ルーフ色及びホイールキャップはノンオリジナル）
前期型とはフロントバンパーが若干異なる
- 5ドアセダン タウンビー
- 5ドアセダン PJ（中期型）
- 3ドアセダン タウンビーII
- 3ドアセダン ダンガン4
- 3ドアセダン パルフェ

## 8代目（1998年-2011年）H42A/47A・H42V/47V型
1998年10月6日
軽自動車の規格変更に伴い登場。曲面を多用した先代から直線的なラインを部分的に配し、新規格対応ボディでありながらコストダウンを前提としたシンプルで合理的なデザインが特徴的である。デビュー当初から2001年モデルまでは全車3気筒 3G83型 SOHC 12バルブ MVVエンジン（リーンバーン仕様）を搭載されていたが、同社のekワゴン登場以降の2002年モデル以降からは全車通常版の3G83型SOHC12バルブエンジン（ストイキバーン仕様）に換装される。ただし、エンジンの最高出力と最大トルクの各スペックに関してはそのまま据え置かれた。
発売から製造中止まで13年間（トッポを含めれば15年）も、改良を重ねながら生産した長寿モデルであった。登場後から、軽自動車の売れ筋は車内空間の広いトールワゴン型に移行し、タコメーターを持つスポーティー系グレードは派生車種であるトッポBJ及び後継車種のeKシリーズに移行し、それらが売れ筋となった。このため実用系グレードのみに絞った8代目ミニカの販売量は以前のモデルと比べて低迷していた。
8代目のデビュー当初から乗用シリーズ（H42A/H47A）廃止直前の2007年6月までの販売比率では100%中およそ75%がバンで占められていた。
乗車定員数は全車4人乗りとなり、またバンにもワイパーの間欠・ミストが標準装備されたがウォッシャー噴射口は中央のみとなり助手席グリップはバンはオプション設定となった。
1999年1月
レトロ調の外観を持つタウンビーが追加される。
1999年10月
一部改良。セダン系Pg以上のグレードのフロントターンランプがクリア化された他、Pjとタウンビーはオートマチックが4速化される。シート生地なども変更。
1999年12月
ミニカをベースに1.1GDI-ASG（アイドリング・ストップアンド・ゴー）エンジンを搭載したピスタチオが50台限定で発売された。
2000年11月
マイナーチェンジ。タウンビー系以外のセダンのフロントマスクが一新され、ピスタチオに似た親しみやすいマスクとなる。タウンビー系はヘッドランプベゼルがボディ同色化される。グレード展開はセダンのPfとPgが統合されヴォイスとなった他、バンのCeがライラに改名。このうち、タウンビー系以外のセダンのヴォイスおよびPjにはピスタチオと共通の自由曲面（マルチリフレクター）ヘッドランプが標準装備となり、更にセダンのヴォイスおよびPj、タウンビーには液晶式トリップメーター（シングルタイプ）も標準装備となる。
2001年10月
一部改良。エンジンの改良などが行われる。
2002年6月
バンにLEV仕様車のライラEが追加。
2002年9月
バンのCfを廃止。バンはライラ系グレードのみとなる。セダン系はボンネット部のダミーグリルが廃止される。
2003年1月
セダンにPc追加。フロントシートをバンタイプに変更。ホイールキャップ、クリアターンランプ、センタードアロック＆キーレスエントリー、ステレオ等を省略した買い得グレード。
2003年9月
一部改良。超低排出ガスに認定された他、一部グレードでグリーン税制に適応するなど環境対策が進められる。そのためライラの2WD車のマニュアルを5速化。ライラEとタウンビーが廃止される。
2004年5月
一部改良。セダン系最上級グレードのPjが廃止され、ミニカから4AT採用車が消滅する。UV&ヒートプロテクトガラスが採用された他、セダンはシート生地が変更される。
2006年4月12日
マイナーチェンジ。このマイナーチェンジではバンのフロントマスクがセダンのものに統一された他、セダン・バンに関わらず全車ヘッドランプが自由曲面（マルチリフレクター）化され、液晶式トリップメーター（シングルタイプ）も全車に標準装備された。ヴォイスのターンランプはアンバーとなり、デザイン面では全車統一された。またセダンの3ドア車が廃止され、バンタイプは5ドアを新たに設定。事実上、ミニカ初の5ドアバンである。
2006年10月
新触媒の採用などによる環境性能の向上が図られ、全グレード「平成17年排出ガス基準75%低減レベル（☆☆☆☆）」を達成、一部グレードでは「平成22年度燃費基準+10%」又は「平成22年度燃費基準+20%」を達成。このほか、Pcのシート生地がニット生地に変更された。
2007年5月
販売台数減少、および軽セダン市場不振などの理由で車種整理の対象となりセダンシリーズ (H42A/H47A) が生産終了。以後は在庫のみの対応となる。
2007年6月30日
セダンシリーズ (H42A/H47A) 販売終了。以後はバンシリーズ (H42V/H47V) のみの販売となる。これにより、ミニカの乗用シリーズは8代45年の歴史に幕を下ろした。商用車を除いた累計販売台数は13万1936台
2008年7月2日
バンシリーズとしての最上級グレード「NATTY（ナッティ）」を追加。ボディは5ドアのみでトランスミッションは2WD、4WDに関わらず3ATのみの設定でエアコン、パワステのほかに前後開閉パワーウインドウや電動格納式リモコンカラードドアミラー、さらにパワーウインドウ開閉機能対応マルチモードキーレスエントリーなどを装備しており、バンでありながらすでに廃止されたセダンシリーズの中核グレードであった「ヴォイス」に匹敵する内容や設備を持っている。また「ナッティ」に装備されている標準仕様のオーディオは1スピーカー・モノラル音声のFM/AMラジオが基本だがメーカーオプションでAM/FMチューナー付CDプレーヤー+フロント2スピーカーの設定がある。
2009年6月
ボディカラーを一部変更。
2009年10月
「ライラ」の3ドアおよび5ドアをベースに、専用ボディカラー「ブラックマイカ」とダークシルバーのフロントグリルを採用すると共に、タイヤサイズを変更しホイールキャップを装着して見栄えを向上。AM/FMラジオ（デジタル時計付・スピーカー内蔵）を標準装備した特別仕様車「黒ミニカ」を発売。5ドア・2WD車は「平成22年度燃費基準+15%」を達成しており、環境対応車普及促進税制に適合している。トランスミッションは2WD、4WDにかかわらず3ATのみの設定となる。
2009年12月24日
一部改良。新たにハイマウントストップランプを標準装備化。同年10月発売の特別仕様車「黒ミニカ」にもハイマウントストップランプを追加し、販売を継続。
2010年10月7日
一部改良（同年10月14日販売開始）。エンジンのフリクションを低減すると共に、2WD・5MT車と4WD・3AT車にはパワーステアリングに省エネバルブを採用したことで燃費を向上。これにより、「NATTY」の2WD・5MT車は「平成22年度燃費基準+25%」を、「LYRA」の2WD・5MT車と全グレードの4WD・3AT車は「平成22年度燃費基準+15%」をそれぞれ達成し、新たに環境対応車普及促進税制に適合。このほか、「NATTY」は運転席・助手席エアバッグを標準装備化。シート生地は肌触りの良いベージュ色のニット生地に、オーディオをAM/FMラジオ（デジタル時計付、スピーカー内蔵）に変更した（「LYRA」の2WD・5MT車を除く）。「LYRA」は新たにシガーライターを標準装備（2WD・5MT車はメーカーオプション）した。グレード体系は「LYRA」の5ドア車を廃止、「NATTY」の5MT車の設定により、3ドア車は「LYRA」、5ドア車は「NATTY」となった。なお、今回の一部改良モデルより、5年目以降の車検入庫時に保証延長点検（24ヶ月定期点検相当）を受けることを条件に適用される「最長10年10万km特別保証延長」の対象車種となった。
2011年5月
販売台数減少、および軽ボンネットバンの需要低迷などの理由で車種整理の対象となりバンシリーズ (H42V/H47V) が生産終了。以後は在庫のみの販売となる。
2011年6月30日
バンシリーズ販売終了。名実共にミニカの商標は8代49年の歴史に幕を下ろした。

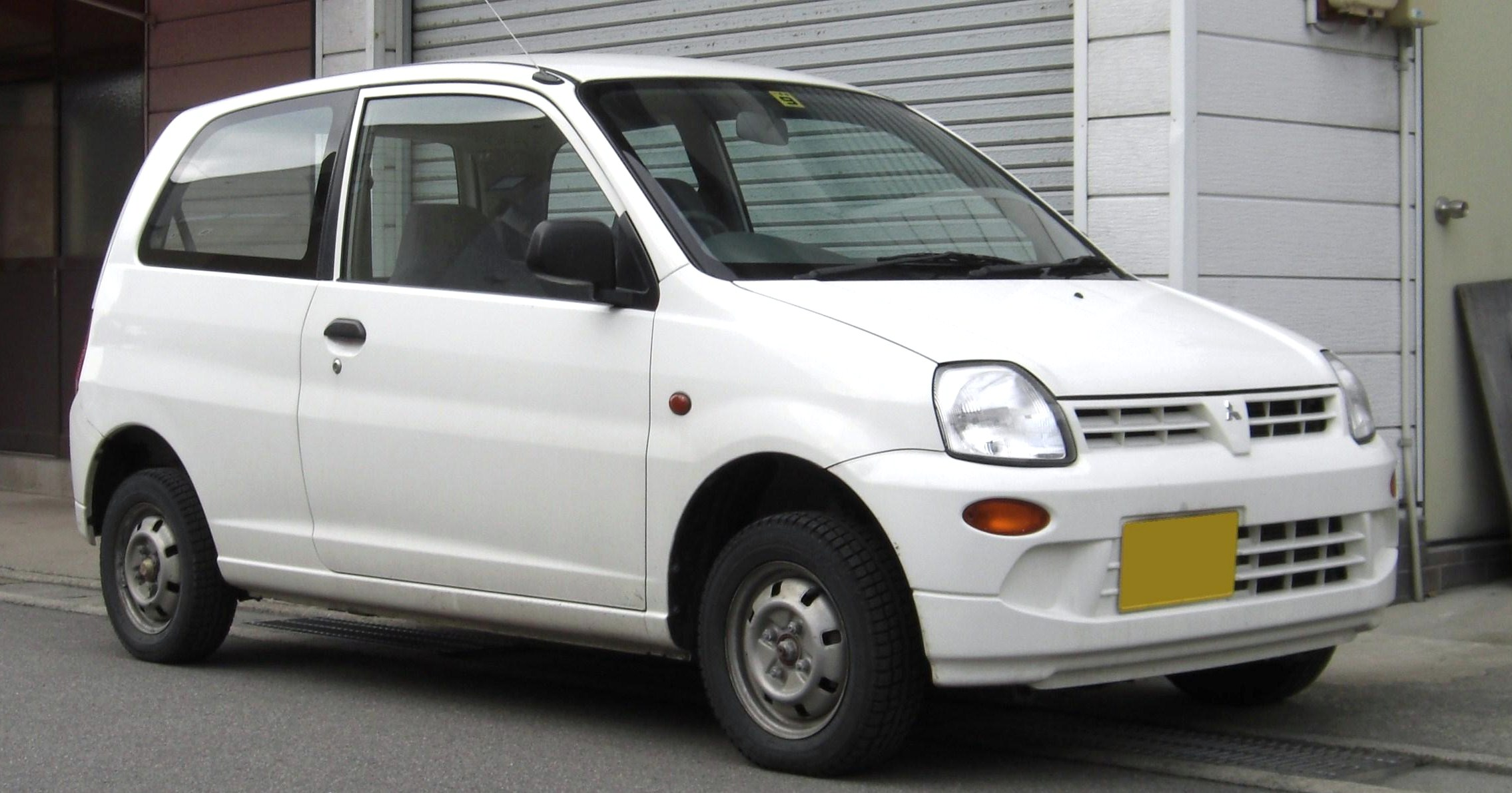
3ドアバン（前期型）フロント
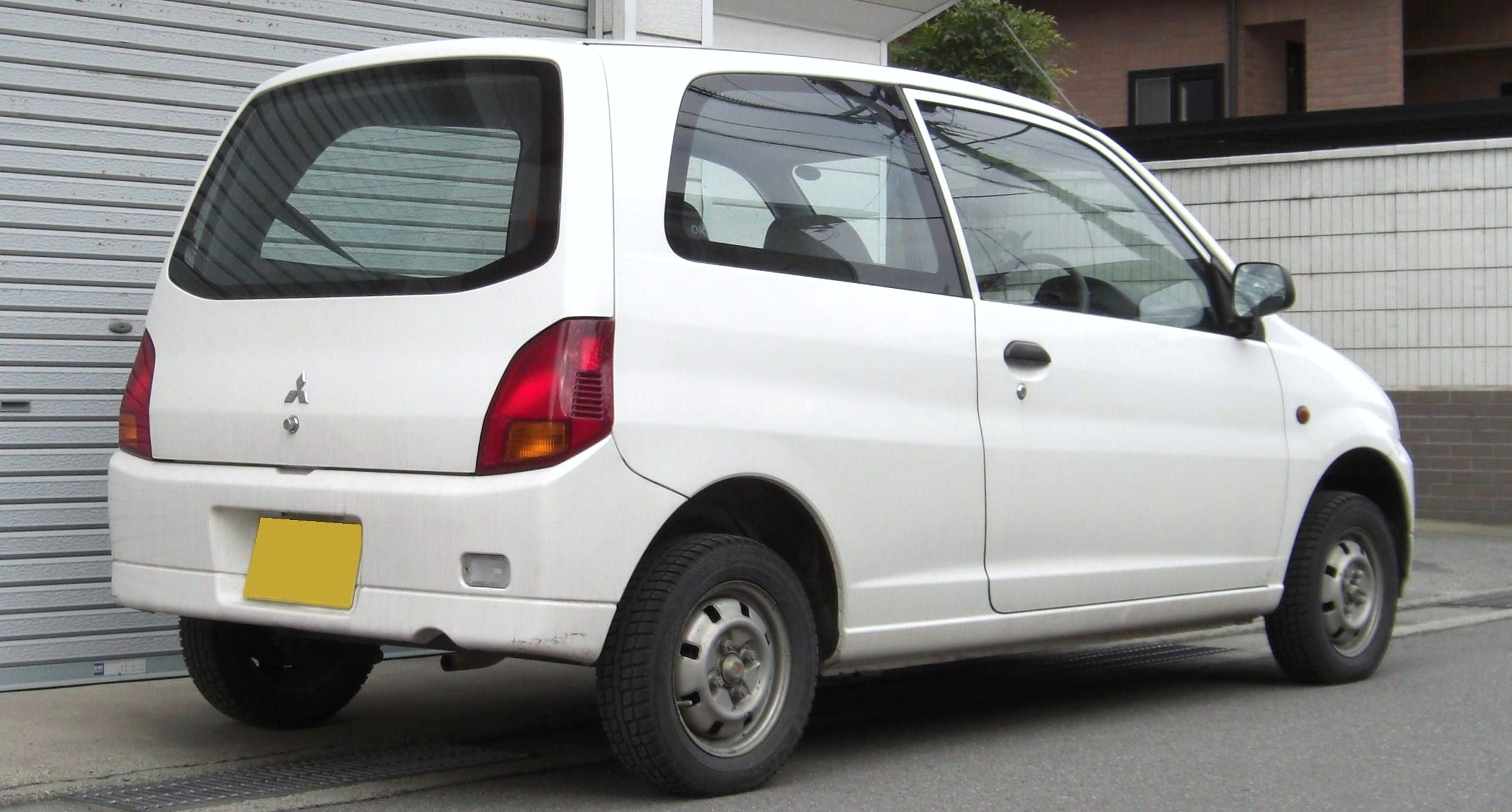
3ドアバン（前期型）リア
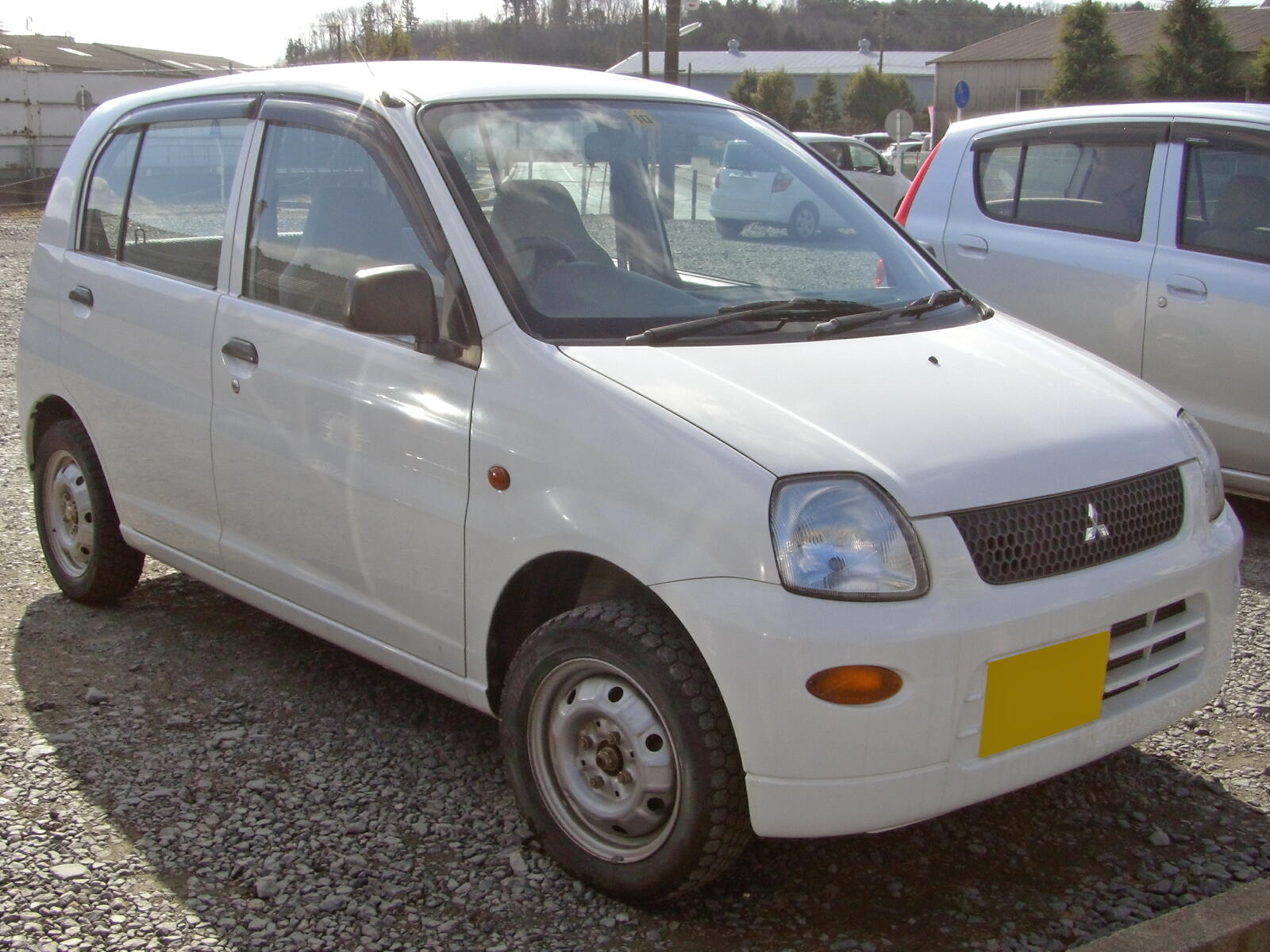
5ドアセダン（中期型）フロント
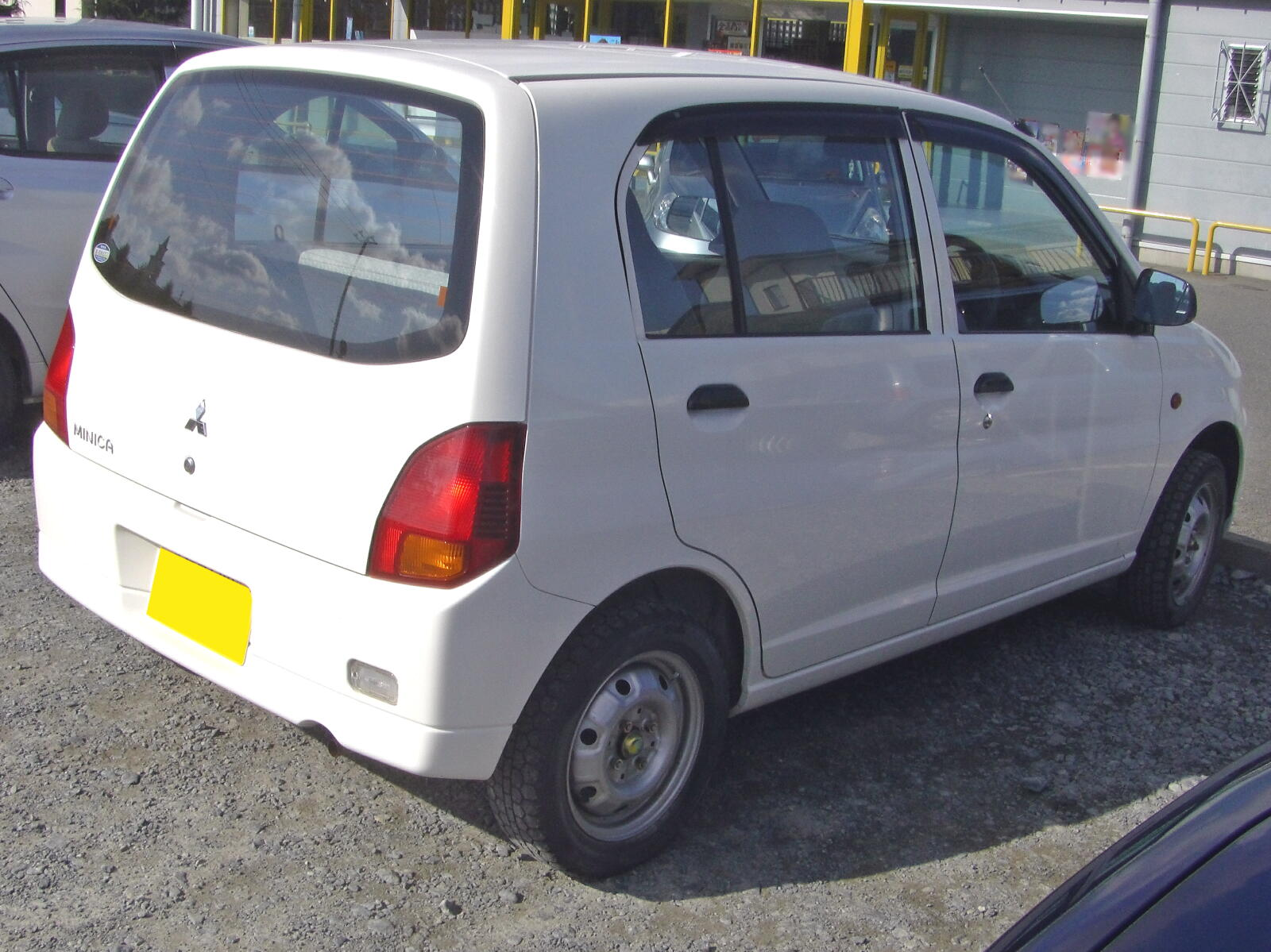
5ドアセダン（中期型）リア
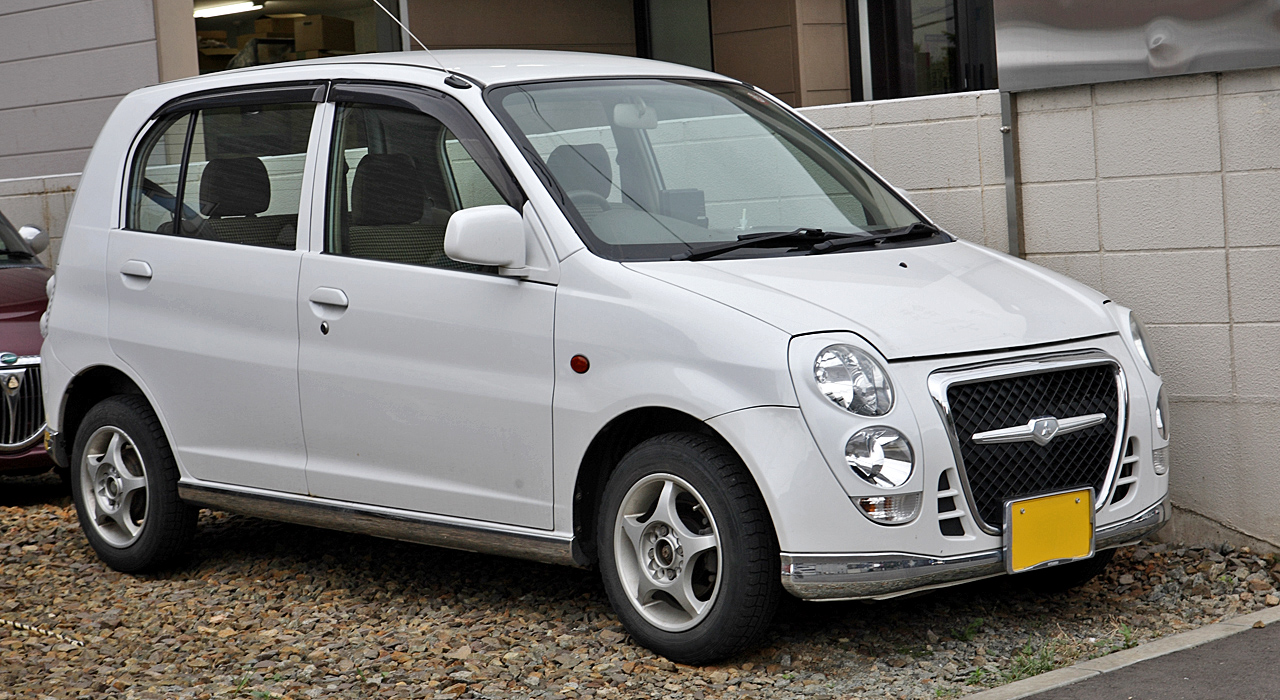
5ドアセダン タウンビー フロント
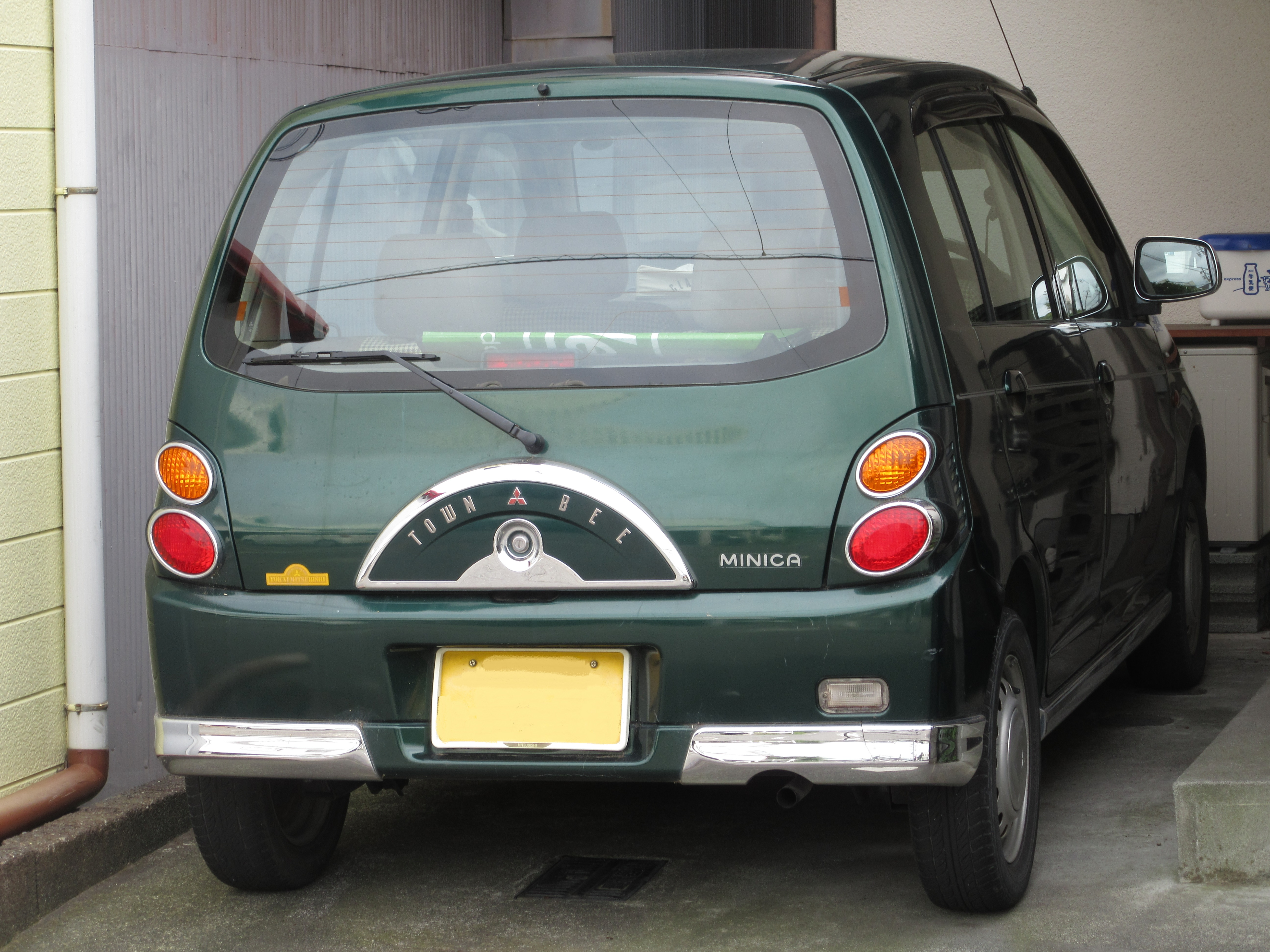
5ドア　タウンビー リア

## 車名の由来
- Minica（ミニカ）-「Mini Car」、または「Miniature Car」（英語、いずれも小さな車の意）を略した造語。

- Econo（エコノ）- ｢Economy｣（英語）からの造語。

- 1977年から1984年までの車名にあった「ami」はフランス語で友だちの意。